# Balingen
Balingen ist eine Stadt im Süden Baden-Württembergs, etwa 75 Kilometer südsüdwestlich von Stuttgart sowie 65 Kilometer nördlich des Bodensees. Sie ist die Kreisstadt und nach Albstadt hinsichtlich der Bevölkerungszahl die zweitgrößte Stadt des Zollernalbkreises. Balingen bildet ein Mittelzentrum für die umliegenden Gemeinden. Die Große Kreisstadt (seit 1. Januar 1974) ist mit der Nachbarstadt Geislingen eine vereinbarte Verwaltungsgemeinschaft eingegangen.

## Geographie

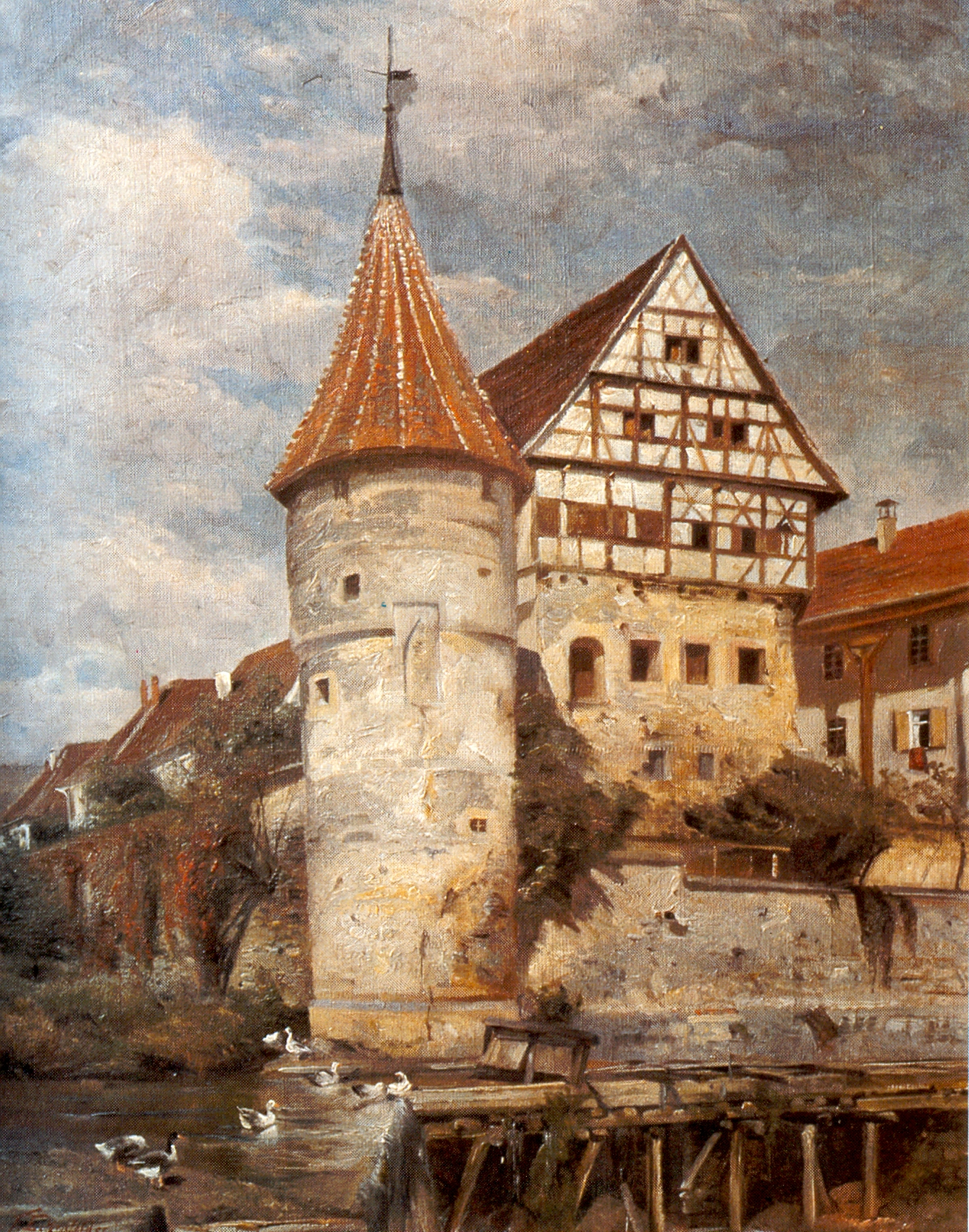
Das Wahrzeichen der Stadt: Wasserturm und Zollernschloss auf einem Gemälde von Friedrich Eckenfelder, entstanden vor 1895

### Lage
Balingen liegt am Rand der Schwäbischen Alb an der Eyach, einem Nebenfluss des Neckars. Naturräumlich gesehen liegt die Stadt im südwestlichen Albvorland. Südlich der Stadt befinden sich die so genannten Balinger Berge, eine markante Berggruppe des Großen Heubergs. Dazu gehören der Plettenberg, der Schafberg und die Lochen (mit Lochenstein und Lochenhörnle). Westlich der Stadt liegt die Liasebene des Kleinen Heubergs.
Zwei höher gelegene Teilorte, Streichen und Zillhausen, befinden sich auf der Schwäbischen Alb.

### Nachbargemeinden
Folgende Kommunen sind Anrainer (sie werden im Uhrzeigersinn beginnend im Norden genannt und gehören alle zum Zollernalbkreis):
Grosselfingen, Bisingen, Albstadt, Meßstetten, Hausen am Tann, Dotternhausen, Dormettingen, Geislingen und Haigerloch.

### Stadtgliederung
Die Stadt besteht aus der Kernstadt und den Stadtteilen Dürrwangen, Endingen, Engstlatt, Erzingen, Frommern, Heselwangen, Ostdorf, Roßwangen, Stockenhausen, Streichen, Weilstetten und Zillhausen, wobei die meisten dieser Stadtteile erst im Rahmen der Gemeindereform der 1970er Jahre nach Balingen eingegliedert wurden. Heselwangen war bereits 1934 nach Balingen und Dürrwangen 1937 nach Frommern eingemeindet worden. Weilstetten ist ein Zusammenschluss der beiden ehemaligen Gemeinden Weilheim und Waldstetten, der bereits zum 1. Oktober 1936 vollzogen wurde.
| Wappen Balingen        | Zur Kernstadt Balingen gehören die Stadt Balingen, die Höfe Hangenhof, Holderhof, Posthalterhof und Reichenbacher Hof, der Wohnplatz Stadtmühle sowie die abgegangene Ortschaft Stetten.                                                                   | Balingen, Kernstadt (2015)                   |
| Wappen Duerrwangen     | Zum Stadtteil Dürrwangen gehören das Dorf Dürrwangen und die Wohnplätze Säge, Ziegelhütte und Zimmereckhof | Dürrwangen, Haus der Volkskunst (2020)       |
| Wappen Endingen        | Zum Stadtteil Endingen gehören das Dorf Endingen, die aufgegangenen Orte Eckhaus und Galgenrain, das Haus Kutzmühle, die Höfe Berghof, Brücklehof und Schäferhof sowie die abgegangenen Ortschaften Kindlinstal und Leitstetten.                           | Endingen, altes Bauernhaus (2013)            |
| Wappen Engstlatt       | Zum Stadtteil Engstlatt gehören das Dorf Engstlatt und das Gehöft Leimberghof. | Engstlatt, Pfarrhof (2013)                   |
| Wappen Erzingen        | Zum Stadtteil Erzingen gehören das Dorf Erzingen, die Staatsdomäne Bronnhaupten und der Wohnplatz Hungerberg sowie die abgegangene Ortschaft Böllingen. | Erzingen, Rathaus (2020)                     |
| Wappen Frommern        | Zum Stadtteil Frommern gehören das Dorf Frommern, die Wohnplätze Waldorfschule und Breitenhof sowie die abgegangenen Ortschaften Betzenhausen und Dietensteig.                                                                                             | Frommern, Bahnhofsgebäude (2013)             |
| Wappen Heselwangen.png | Zum Stadtteil Heselwangen gehören das Dorf Heselwangen und die Höfe Hirschberghof, Rosenhof und Stockackerhof. | Heselwangen, Schul- und Rathaus (2013)       |
| Wappen Ostdorf         | Zum Stadtteil Ostdorf gehören das Dorf Ostdorf, die aufgegangenen Orte Gießmühle, Kaunter Gipsmühle und Obere Mühle, die Häuser Böllatmühle und Kühler Grund, das Gehöft Eutenberghof sowie die abgegangenen Orte Anhausen, Hammerstal und Schlechtenfurt. | Ostdorf, im Ort (2010)                       |
| Wappen Rosswangen      | Der Stadtteil Roßwangen hat neben dem Dorf Roßwangen keine weiteren Ortsteile. | Rosswangen, Pfarrhaus (2013)                 |
| Wappen Stockenhausen   | Der Stadtteil Stockenhausen hat neben dem Dorf Stockenhausen keine weiteren Ortsteile. | Stockenhausen, Schul- und Rathaus (2018)     |
| Wappen Streichen       | Zum Stadtteil Streichen gehören das Dorf Streichen und die abgegangene Ortschaft Niederhofen. | Streichen, Kirchenstraße beim Rathaus (2010) |
| Wappen Weilstetten     | Zum Stadtteil Weilstetten gehört das 1936 aus den aufgegangenen Gemeinden Weilheim und Waldstetten entstandene Dorf Weilstetten, das Gehöft Harthof, der Ort Auf der Lochen (Hotel Lochen) und das Haus Maienwiesle sowie die abgegangene Ortschaft Hardt. | Weilstetten, „Bühlburg“ von 1590 (2010)      |
| Wappen Zillhausen      | Zum Stadtteil Zillhausen gehören das Dorf Zillhausen und das Hofgut Wannental sowie die abgegangene Ortschaft Uhental. | Zillhausen, Hofgut Wannental (2020)          |

Für die Stadtteile wurden insgesamt neun Ortschaften im Sinne der baden-württembergischen Gemeindeordnung eingerichtet, das heißt, diese haben jeweils einen von den Wahlberechtigten bei jeder Kommunalwahl neu zu wählenden Ortschaftsrat mit einem Ortsvorsteher als Vorsitzendem. Die Zahl der Mitglieder im Ortschaftsrat richtet sich nach der Einwohnerzahl der Ortschaft und liegt zwischen 7 und 13. In jeder der Ortschaften gibt es eine Ortschaftsverwaltung, quasi ein „Rathaus vor Ort“, dessen Leiter der Ortsvorsteher ist. Die neun Ortschaften sind: Endingen, Engstlatt, Erzingen, Frommern (mit Dürrwangen und Stockenhausen), Heselwangen, Ostdorf, Streichen, Weilstetten (mit Roßwangen) und Zillhausen.
In einigen Stadtteilen gibt es neben den von Alters her bestehenden Wohnplätzen mit eigenem Namen, die jedoch meist nur wenige Einwohner haben, neu entstandene Wohn- und Gewerbegebiete mit eigenem Namen, deren Bezeichnungen sich im Laufe der Bebauung ergeben haben und deren Grenzen dann meist nicht genau festgelegt sind. Im Einzelnen sind zu nennen:
- in der Kernstadt: südliche und nördliche Vorstadt, Hinter dem Heuberg mit Mandschurei, Am Lindle, Sichel, Auf der Au, Burgenwand, Neige, Längenfeld, Spitalwiese, Heinzlesrain, Binsenbol, Am Stettberg, Schmiden, Heimlicher Wasen.
- in Endingen: Gehrn
- in Engstlatt: Lehenmorgen
- in Frommern: Wiesflecken
- in Weilstetten: Hesselberg und Ziegelwasen

### Raumplanung
Balingen bildet ein Mittelzentrum innerhalb der Region Neckar-Alb, zu dessen Mittelbereich neben Balingen selbst die Städte und Gemeinden Dautmergen, Dormettingen, Dotternhausen, Geislingen, Hausen am Tann, Ratshausen, Rosenfeld, Schömberg, Weilen unter den Rinnen und Zimmern unter der Burg gehören.

### Schutzgebiete

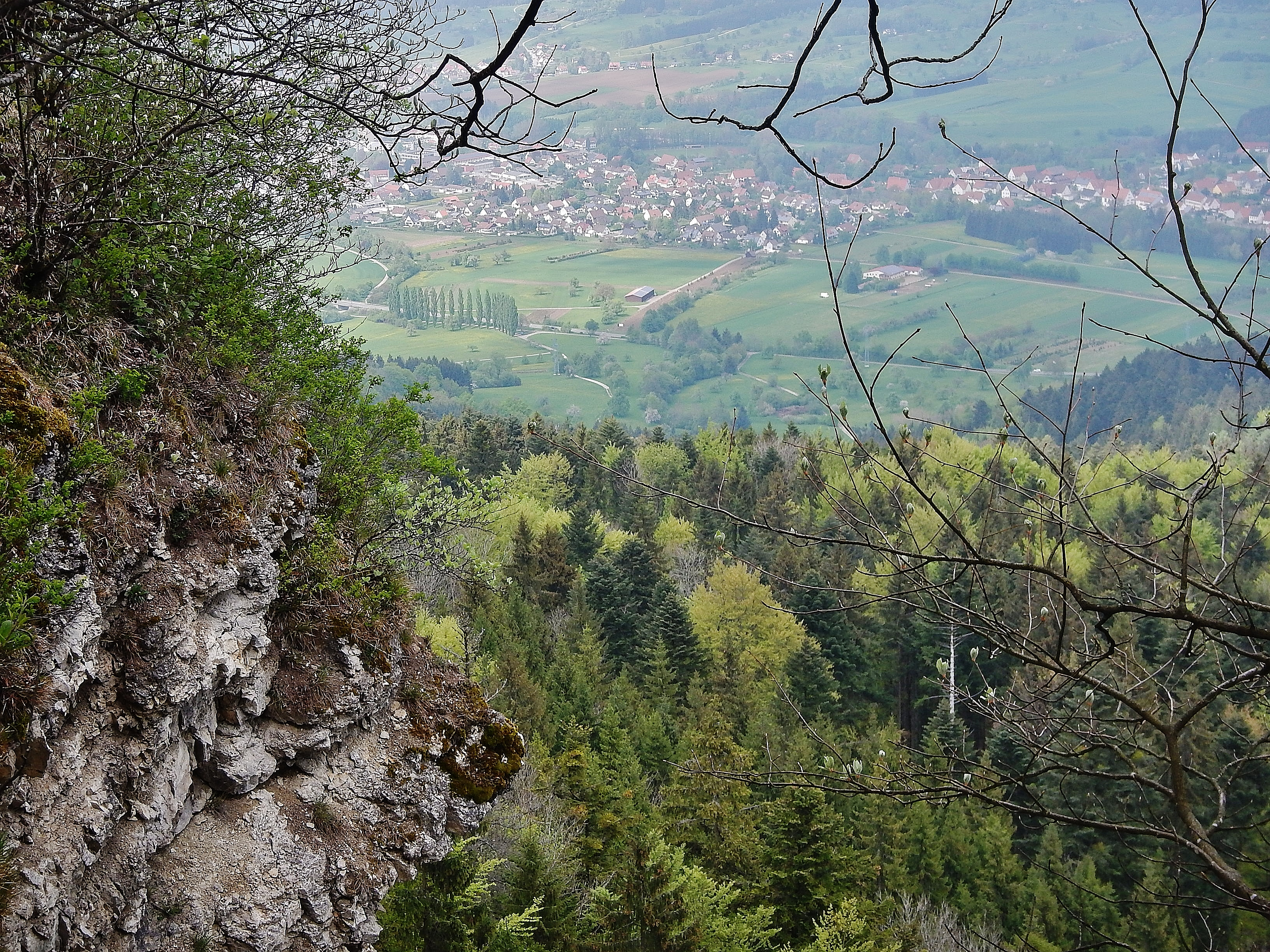
Naturschutzgebiet Untereck

Die Stadt Balingen hat Anteil an vier Naturschutzgebieten: Das Naturschutzgebiet Heuberg liegt westlich der Kernstadt, das Naturschutzgebiet Irrenberg-Hundsrücken reicht im Osten auf die Zillhausener und Streichener Gemarkung. Im Süden liegt das Naturschutzgebiet Untereck und ein kleiner Teil des Naturschutzgebiets Schafberg-Lochenstein.
Auf dem Stadtgebiet liegen zudem insgesamt fünf Landschaftsschutzgebiet, die drei größeren heißen Eyachtal beim Eckwäldchen, Hundsrücken und Landschaftsteile der Markung Roßwangen, die zwei kleineren Hecken unter Winkelshalde und Hecken am Gaisberg.
Drei FFH-Gebiete liegen im Stadtgebiet: der Kleine Heuberg und das Albvorland bei Balingen, der Östliche Große Heuberg und die Gebiete um Albstadt. Das Vogelschutzgebiet Wiesenlandschaft bei Balingen liegt zwischen Balingen und Geislingen, das Vogelschutzgebiet Südwestalb und Oberes Donautal hat einige Teilflächen im Osten und Süden des Stadtgebiets.

## Geschichte

### Mittelalterliche Stadtgründung
Balingen wurde im Jahr 863 als Balginga erstmals erwähnt und bedeutet ‚Siedlung der Sippe des Balgo‘. Im 12. Jahrhundert traten verschiedene Adlige als Ortsherren des kleinen Dorfes auf. Vermutlich gab es auch eine Burg. Balingen gehörte zur bis 1162 existierenden Herrschaft Haigerloch, dann fiel es den Grafen von Hohenberg zu. In der ersten Hälfte des 13. Jahrhunderts erfolgte der Übergang an die Grafen von Zollern, diese machten den Ort zum Sitz der Herrschaft Schalksburg. 1255 wurde die Stadt Balingen gegründet, etwa 200 Meter flussaufwärts zur bisherigen Siedlung in einer Landzunge zwischen Eyach und Steinach. Letztere wurde erst später im Zuge der Stadtbefestigung umgeleitet. Der neue Hauptarm bildete den südlichen Wassergraben, der alte Lauf den westlichen. Mit dem Stadtrecht wuchs die Siedlung rasch an und erhielt eine Ummauerung.

### Württembergische Amtsstadt
1403 gelangte Balingen durch Kauf an Württemberg (siehe Die Sage vom Hirschgulden); die Stadt wurde bald Sitz eines Amtes. Im 15. Jahrhundert war die Stadt mehrfach verpfändet, so unter anderem an Graf Hans von Werdenberg und an die Herren von Bubenhofen. Die für die Stadt zuständigen Vögte und Obervögte residierten im ehemaligen Zollernschloss.
Wie bereits um 1350 wurde Balingen in den Jahren 1463–1465 von der Pest heimgesucht. Nach deren Abklingen wurde zu Ehren des Pestheiligen Sebastian die sogenannte Sebastiansbruderschaft gegründet, deren Jahresrechnungen (1468–1528) sich im Stadtarchiv befinden. Im 16. Jahrhundert trat die Pest immer wieder auf. 1610/11 muss sie etwa 400 Einwohner dahingerafft haben. Verlässliche Zahlen liegen nicht vor. Der Dreißigjährige Krieg führte zur erneuten Verbreitung der Pest. 1635 muss die Zahl der Todesopfer noch größer gewesen sein. Die Erfahrungen mit den Schrecken des Krieges führte 1673 zur Gründung einer neuen Bruderschaft. In ihr schlossen sich Handwerker zusammen. Ihre Lade kann heute in der Zehntscheuer Balingen besichtigt werden.
Die Aufständischen vom armen Konrad übernahmen 1514 die Herrschaft über die Stadt.
1598 bis 1600 war die Bürgermeisterswitwe Anna Murschel von einem Hexenprozess betroffen.
Nach Feuersbrünsten 1724 und 1809 wurde die Stadt mit regelmäßigem Grundriss neu erbaut.

### Oberamtsstadt in der württembergischen Königszeit
1758 wurde Balingen Sitz eines Oberamtes, welches 1806 mit der Gründung des Königreichs Württemberg durch die Angliederung ehemals vorderösterreichischer sowie ritterschaftlicher Gebiete und der Stadt Ebingen erheblich vergrößert wurde. Beim Stadtbrand von 1809 wurde der Großteil der Stadt innerhalb der Stadtmauern zerstört.

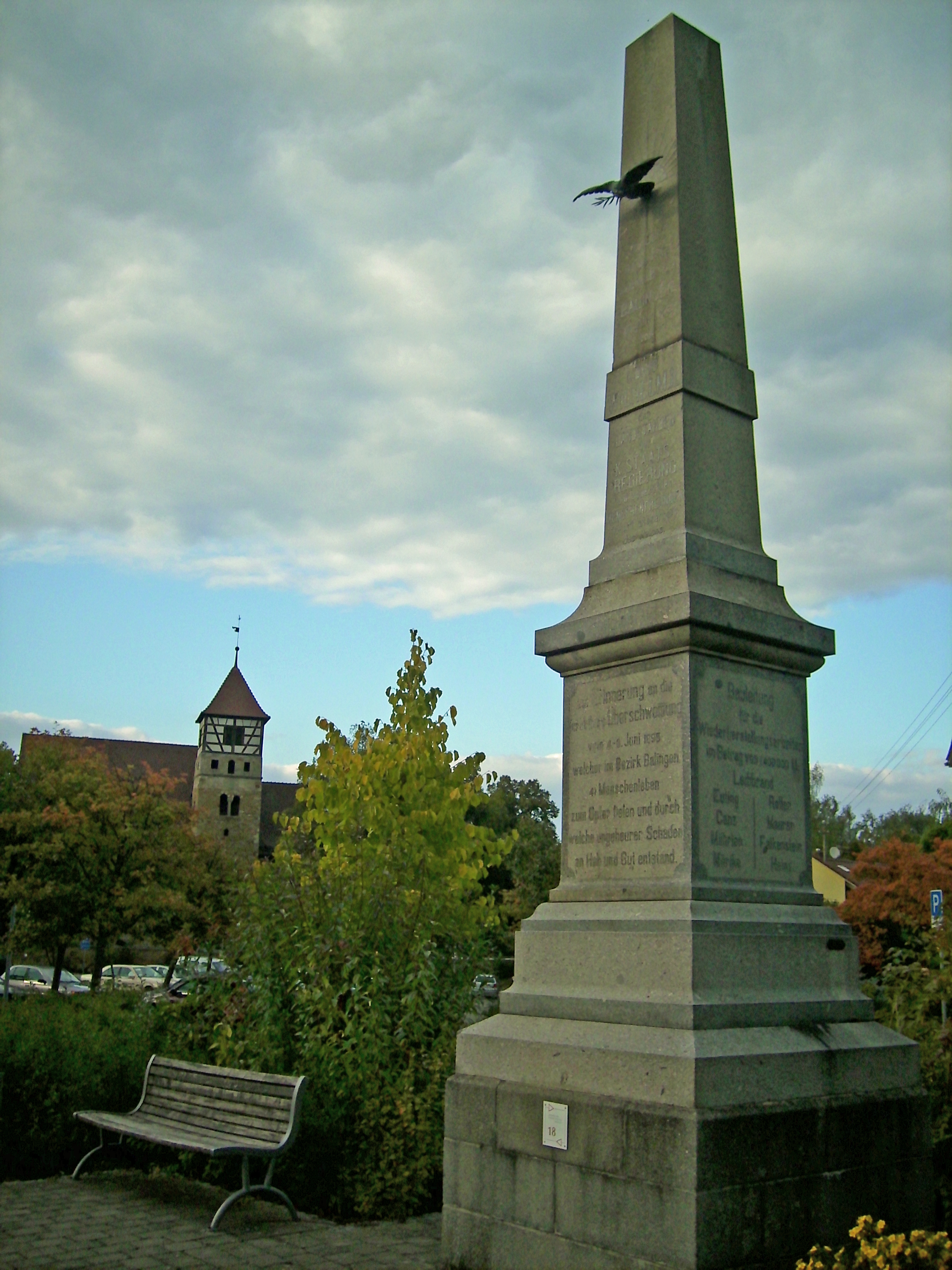
Hochwasserdenkmal (1897) an der Tübinger Straße

Das Oberamt Balingen gehörte ab 1810 zur Landvogtei am oberen Neckar und ab 1818 zum Schwarzwaldkreis. Die Bewohner betrieben seit dem 19. Jahrhundert hauptsächlich Trikotwebereien und waren in der Handschuh- und Schuhfabrikation tätig, andere betrieben Viehhandel.
Mit der Eröffnung der Bahnstation Balingen an der Zollernalbbahn kam 1874 der Anschluss an das Streckennetz der Württembergischen Staatseisenbahnen.
41 Menschen – 5 in Margrethausen, 15 in Laufen, 10 in Frommern und 11 in Balingen – kostete das Jahrhunderthochwasser der Eyach am 4. und 5. Juni 1895 das Leben. Gewaltige Wassermassen eines Gewitters rissen Eisenbahngleise zwischen den Stationen Frommern und Laufen ein, bevor sie am 5. Juni gegen 23 Uhr in einer gewaltigen Flutwelle Balingen erreichten, Felder überschwemmten, Bäume entwurzelten, Brücken und Wehre, aber vor allem Mühlen in Mitleidenschaft zogen und ganze Häuser mitrissen.

### Republik und Zeit des Nationalsozialismus
Seit 1918/19 befand sich die Stadt im freien Volksstaat Württemberg. Bei den Verwaltungsreformen während der NS-Zeit in Württemberg wurde das Oberamt Balingen 1934 in Kreis Balingen umbenannt und 1938 in den Landkreis Balingen überführt.
Von 1944 bis 1945 wurden in den Ortsteilen Frommern, Engstlatt und Erzingen Werke und Außenlager des KZ Natzweiler-Struthof (KZ Frommern und KZ Erzingen) betrieben, um im Rahmen des Unternehmens Wüste Treibstoff aus Ölschiefer zu gewinnen.
Obwohl Balingen nie ein Zentrum jüdischen Glaubens gewesen war, hatten sich hier der praktische Arzt Dr. Alexander Bloch und der Textilfabrikant Herbert Schatzki niedergelassen, der die von Gottfried Reiber und Carl Roller 1889 gegründete Trikotwarenfabrik in der Bahnhofstraße 1920 übernommen hatte. Bis 1927 konnte der Betrieb etwa um das Dreifache expandieren. Nach Jahren der Ausgrenzung emigrierten beide im Jahr 1937.
Der Viehhändler Wilhelm Levi aus Haigerloch, dessen Frau Bella in Balingen geboren war, betrieb hier offensichtlich Viehhandel. Er wurde mit Ehefrau und Tochter Senta deportiert. Bella Levi wurde am 26. März 1942 bei einer Massenexekution im Wald von Biķernieki erschossen. Senta starb am 23. August 1944 im KZ Stutthof.

### Nachkriegszeit
Nach dem Zweiten Weltkrieg lag die Stadt Balingen in der Französischen Besatzungszone und kam 1947 zum neu gegründeten Land Württemberg-Hohenzollern, welches 1952 als Regierungsbezirk Südwürttemberg-Hohenzollern im Land Baden-Württemberg aufging.
Durch die Kreisreform in Baden-Württemberg wurde Balingen seit 1973 Bestandteil des neu gebildeten Zollernalbkreises.
Durch die Eingliederung verschiedener Umlandgemeinden überschritt die Einwohnerzahl Balingens 1973 die Grenze von 20.000. Danach stellte die Stadtverwaltung den Antrag auf Erhebung zur Großen Kreisstadt, was die Landesregierung von Baden-Württemberg mit Wirkung vom 1. Januar 1974 beschloss.

### Geschichte der Stadtteile
Die Balinger Stadtteile haben eine unterschiedliche Geschichte, kamen jedoch nahezu alle über die Grafen von Zollern 1403 an Württemberg. Hier gehörten sie zum Amt bzw. Oberamt Balingen, aus dem 1934 der Landkreis Balingen hervorging. Lediglich Roßwangen kam erst 1938 zum Landkreis Balingen, zuvor gehörte der Ort zum Oberamt Rottweil.

### Eingemeindungen
In die Stadt Balingen wurden folgende Gemeinden eingegliedert bzw. mit der Stadt Balingen vereinigt:
- 1934: Heselwangen (wegen dieser frühen Eingliederung wurde Heselwangen nicht als eigener Ortsteil behandelt. Erste Ortschaftsratswahlen fanden dort erst im Jahr 2007 statt.)
- 1. Januar 1971: Streichen[11]
- 1. Juli 1971: Ostdorf[11]
- 1. August 1971: Endingen[11]
- 1. September 1971: Erzingen[11]
- 1. Januar 1973: Zillhausen[11]
- 1. Oktober 1973: Engstlatt[12]
- 1. Januar 1975: Neubildung der Stadt Balingen durch Zusammenschluss mit Frommern (mit dem 1937 eingegliederten Dürrwangen und dem am 1. Januar 1971 eingemeindeten Stockenhausen[11]) und Weilstetten (mit dem am 1. Juli 1971 eingemeindeten Roßwangen[11])[12]

### Einwohnerentwicklung
Einwohnerzahlen nach dem jeweiligen Gebietsstand. Die Zahlen sind Volkszählungsergebnisse (¹) oder amtliche Fortschreibungen der jeweiligen Statistischen Ämter (nur Hauptwohnsitze). Zu beachten ist, dass zwischen dem 1. Juli 1971 und dem 1. Januar 1975 umfangreiche Eingemeindungen stattfanden, woraus der große Sprung in der Einwohnerzahlentwicklung resultiert.
| Jahr            | Einwohner |
| --------------- | --------- |
| 1622            | 1.932     |
| 1706            | 2.101     |
| 1745            | 2.461     |
| 1803            | 2.946     |
| 1823            | 3.049     |
| 1843            | 3.196     |
| 1855            | 2.878     |
| 1861            | 2.989     |
| 1. Dez. 1871 *  | 3.212     |
| 1. Dez. 1880 *  | 3.252     |
| 1. Dez. 1900 *  | 3.447     |
| 1. Dez. 1910 *  | 4.101     |
| 16. Juni 1925 * | 4.077     |
| 16. Juni 1933 * | 4.973     |
| 17. Mai 1939 *  | 6.285     |

| Jahr             | Einwohner |
| ---------------- | --------- |
| 13. Sept. 1950 * | 8.242     |
| 6. Juni 1961 *   | 11.647    |
| 27. Mai 1970 *   | 14.216    |
| 31. Dez. 1975    | 29.310    |
| 31. Dez. 1980    | 29.738    |
| 25. Mai 1987     | 30.346    |
| 31. Dez. 1990    | 31.738    |
| 31. Dez. 1995    | 33.624    |
| 31. Dez. 2000    | 33.700    |
| 31. Dez. 2005    | 34.402    |
| 31. Dez. 2010    | 33.959    |
| 31. Dez. 2015    | 33.640    |
| 31. Dez. 2020    | 34.505    |

Einwohnerzahlen der einzelnen Stadtteile
| Wappen | Stadtteil     | Einwohner (1961) | Einwohner (1970) | Einwohner (2008) | Einwohner (2020) |
| ------ | ------------- | ---------------- | ---------------- | ---------------- | ---------------- |
|        | Balingen      | 11.647           | 14.216           | 14.295           | 14.835           |
|        | Dürrwangen    | – 1              | – 1              | 1489             | 1527             |
|        | Endingen      | 1056             | 1256             | 2335             | 2368             |
|        | Engstlatt     | 1334             | 1493             | 1855             | 1993             |
|        | Erzingen      | 625              | 633              | 792              | 784              |
|        | Frommern      | 2889             | 3493             | 4431             | 4631             |
|        | Heselwangen   | – 2              | – 2              | 954              | 943              |
|        | Ostdorf       | 1109             | 1235             | 1570             | 1592             |
|        | Roßwangen     | 518              | 607              | 745              | 778              |
|        | Stockenhausen | 242              | 257              | 260              | 273              |
|        | Streichen     | 383              | 444              | 563              | 557              |
|        | Weilstetten   | 1949             | 2453             | 3669             | 3712             |
|        | Zillhausen    | 726              | 806              | 901              | 875              |

## Religion
Das Gebiet der heutigen Stadt Balingen gehörte anfangs zum Bistum Konstanz und war dem Archidiakonat ante nemus sive nigrae silvae unterstellt. Infolge der Zugehörigkeit zu Württemberg wurde in den meisten Stadtteilen 1534 die Reformation eingeführt, so dass diese über viele Jahrhunderte überwiegend protestantisch waren. Lediglich Roßwangen blieb katholisch, weil dieser Ort ritterschaftlich verwaltet wurde und die Ortsherren keine Reformation durchführten. In allen evangelischen Orten gibt es daher jeweils eine evangelische Kirchengemeinde und eine meist alte evangelische Kirche. Die erste Balinger Kirche wurde 1255 erwähnt und war Unserer Lieben Frau geweiht. Sie war die Pfarrkirche des alten Dorfes Balingen und blieb zunächst auch die Pfarrkirche der Stadt nach deren Gründung. Doch lag sie außerhalb der Stadtmauer. Aus der 1343 erwähnten Kapelle St. Nikolaus im heutigen Stadtzentrum wurde dann im 15./16. Jahrhundert die heutige Stadtkirche erbaut und 1516 zur Pfarrkirche erhoben. Dadurch wurde die bisherige Kirche als Friedhofskirche genutzt. 1547 wurde Balingen Sitz einer Superintendentur, aus der später der Kirchenbezirk Balingen hervorging. Die Superintendentur war zunächst der Generalsuperintendentur (heute Prälatur) Tübingen, später Bebenhausen, 1810 erneut Tübingen, 1823 Reutlingen, 1913 Ulm und seit 1956 wieder Reutlingen unterstellt.
Infolge des starken Wachstums der Gemeinde Balingen wurden im 20. Jahrhundert weitere Pfarreien errichtet. So wurde die alte Friedhofkirche 1954 wieder Pfarrkirche (Kirchengemeinde Balingen Ost, zu der heute auch die Gemeindeglieder in Heselwangen gehören) und im Wohngebiet Schmiden entstand 1968 ein neues Gemeindezentrum mit einer weiteren Pfarrei. Die drei Kirchengemeinden bilden heute die Evangelische Gesamtkirchengemeinde Balingen im Dekanat Balingen der Evangelischen Landeskirche in Württemberg. Auch die evangelischen Kirchengemeinden in den Stadtteilen Dürrwangen (mit Stockenhausen), Endingen, Engstlatt, Erzingen, Frommern, Heselwangen, Ostdorf, Streichen, Weilstetten und Zillhausen gehören zum Dekanat Balingen.

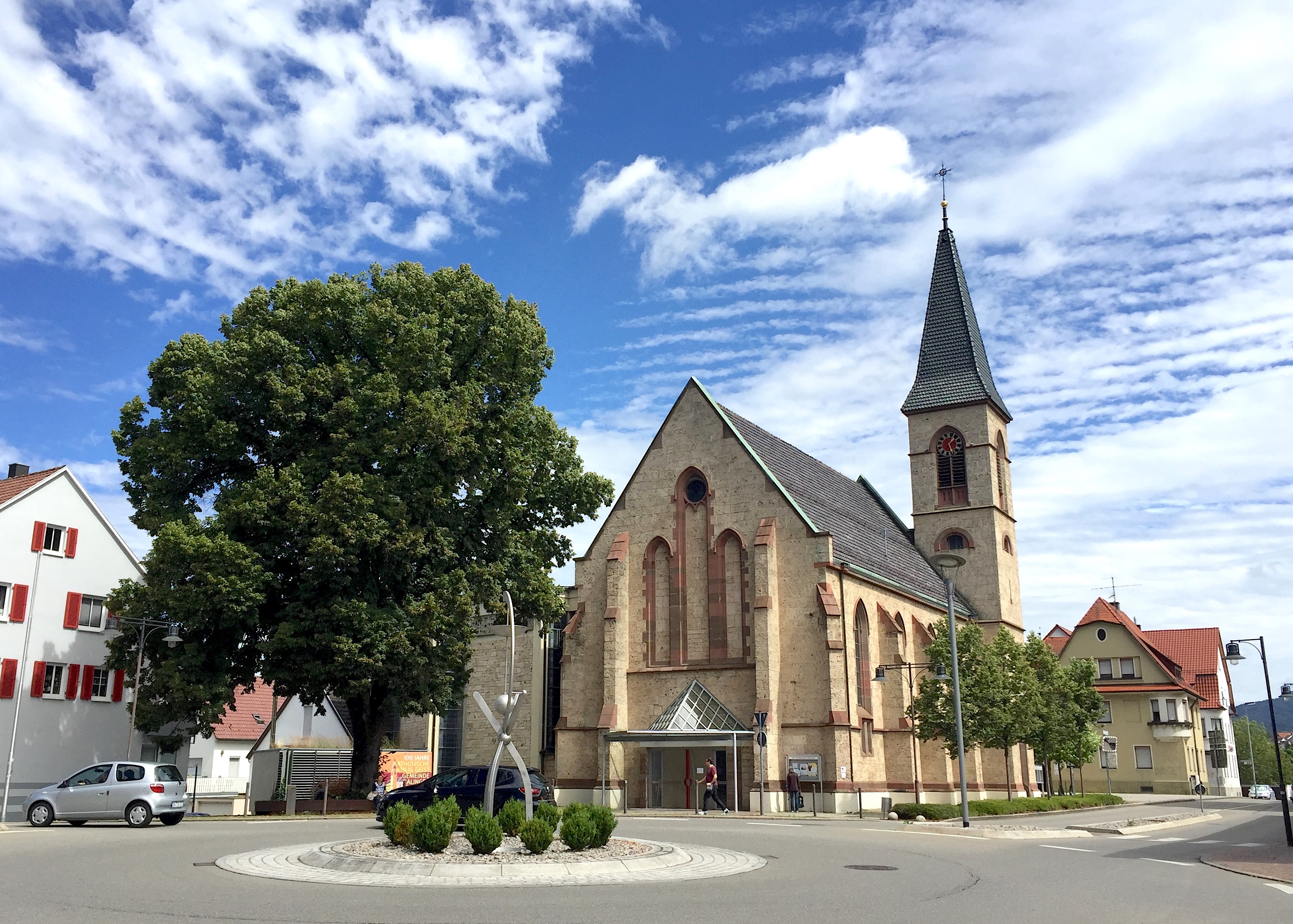
Katholische Heilig-Geist-Kirche in Balingen

Im 19. Jahrhundert zogen auch wieder Katholiken nach Balingen, später auch in die anderen evangelischen Stadtteile. 1899 konnte sich die Gemeinde ihre eigene Kirche Hl. Geist erbauen, die 1918 zur Pfarrei erhoben wurde. Zur Kirchengemeinde Balingen gehören auch die Katholiken der Stadtteile Engstlatt und Ostdorf, doch gibt es in Engstlatt seit 1966 eine eigene Kirche, St. Johannes Apostel. In Frommern wurde 1965 die Kirche St. Paulus erbaut, die 1970 zur Pfarrei erhoben wurde. Nachdem die alte Kirche 2011 durch ein Feuer zerstört worden war, wurde sie 2015 durch einen Neubau ersetzt. Zur dortigen Gemeinde gehören auch die Katholiken in Endingen, Stockenhausen, Streichen, Weilstetten und Zillhausen. Die Gemeindeglieder von Erzingen gehören zur Kirchengemeinde Dotternhausen. Die katholische Kirche in Roßwangen wurde 1948 unter Einbeziehung von Teilen der Vorgängerkirche von 1668 erbaut, doch ist dort bereits 1275 eine Kirche erwähnt, die den Heiligen St. Johannes Baptist und St. Dionysius geweiht war. Alle katholischen Kirchengemeinden im Stadtgebiet Balingens gehören heute zur Seelsorgeeinheit 3 des Dekanats Balingen im Bistum Rottenburg-Stuttgart.
Seit 2012 wird die ehemalige Siechenkapelle als orthodoxe Kirche russischer Tradition genutzt mit dem hl. Martin von Tours als Patron.
Neben den beiden großen Kirchen gibt es in Balingen auch Gemeinden, die zu Freikirchen gehören, darunter die Evangelisch-methodistische Kirche, zwei evangelisch-freikirchliche Gemeinden (Kernstadt und Zillhausen) und die Gemeinde Gottes. Auch die Neuapostolische Kirche sowie die Zeugen Jehovas sind in Balingen vertreten.

## Politik

### Gemeinderat
In Balingen hat der Gemeinderat 32 Mitglieder; er besteht aus den gewählten ehrenamtlichen Gemeinderäten und dem Oberbürgermeister als Vorsitzendem. Der Oberbürgermeister ist im Gemeinderat stimmberechtigt.
Die Kommunalwahl am 9. Juni 2024 führte zu folgendem Ergebnis.
| Parteien und Wählergemeinschaften | Parteien und Wählergemeinschaften           | % 2024  | Sitze 2024 | % 2019 | Sitze 2019 | Kommunalwahl 2024 %3020100 25,64 %17,32 %17,49 %18,46 %12,17 %8,02 %0,90 % CDUFWSPDFDPGrüneAfDFLZGewinne und Verlusteim Vergleich zu 2019 %p 10 8 6 4 2 0 −2 −4 −6 −8−10+2,04 %p+0,22 %p−1,71 %p−0,64 %p−8,83 %p+8,02 %p+0,90 %pCDUFWSPDFDPGrüneAfDFLZ |
| CDU                               | Christlich Demokratische Union Deutschlands | 25,64   | 8          | 23,6   | 8          | Kommunalwahl 2024 %3020100 25,64 %17,32 %17,49 %18,46 %12,17 %8,02 %0,90 % CDUFWSPDFDPGrüneAfDFLZGewinne und Verlusteim Vergleich zu 2019 %p 10 8 6 4 2 0 −2 −4 −6 −8−10+2,04 %p+0,22 %p−1,71 %p−0,64 %p−8,83 %p+8,02 %p+0,90 %pCDUFWSPDFDPGrüneAfDFLZ |
| FW                                | Freie Wähler                                | 17,32   | 5          | 17,1   | 5          | Kommunalwahl 2024 %3020100 25,64 %17,32 %17,49 %18,46 %12,17 %8,02 %0,90 % CDUFWSPDFDPGrüneAfDFLZGewinne und Verlusteim Vergleich zu 2019 %p 10 8 6 4 2 0 −2 −4 −6 −8−10+2,04 %p+0,22 %p−1,71 %p−0,64 %p−8,83 %p+8,02 %p+0,90 %pCDUFWSPDFDPGrüneAfDFLZ |
| SPD                               | Sozialdemokratische Partei Deutschlands     | 17,49   | 6          | 19,2   | 6          | Kommunalwahl 2024 %3020100 25,64 %17,32 %17,49 %18,46 %12,17 %8,02 %0,90 % CDUFWSPDFDPGrüneAfDFLZGewinne und Verlusteim Vergleich zu 2019 %p 10 8 6 4 2 0 −2 −4 −6 −8−10+2,04 %p+0,22 %p−1,71 %p−0,64 %p−8,83 %p+8,02 %p+0,90 %pCDUFWSPDFDPGrüneAfDFLZ |
| Grüne                             | Bündnis 90/Die Grünen                       | 12,17   | 4          | 21,0   | 7          | Kommunalwahl 2024 %3020100 25,64 %17,32 %17,49 %18,46 %12,17 %8,02 %0,90 % CDUFWSPDFDPGrüneAfDFLZGewinne und Verlusteim Vergleich zu 2019 %p 10 8 6 4 2 0 −2 −4 −6 −8−10+2,04 %p+0,22 %p−1,71 %p−0,64 %p−8,83 %p+8,02 %p+0,90 %pCDUFWSPDFDPGrüneAfDFLZ |
| FDP                               | Freie Demokratische Partei                  | 17,32   | 6          | 19,1   | 6          | Kommunalwahl 2024 %3020100 25,64 %17,32 %17,49 %18,46 %12,17 %8,02 %0,90 % CDUFWSPDFDPGrüneAfDFLZGewinne und Verlusteim Vergleich zu 2019 %p 10 8 6 4 2 0 −2 −4 −6 −8−10+2,04 %p+0,22 %p−1,71 %p−0,64 %p−8,83 %p+8,02 %p+0,90 %pCDUFWSPDFDPGrüneAfDFLZ |
| AfD                               | Alternative für Deutschland                 | 8,02    | 3          | –      | –          | Kommunalwahl 2024 %3020100 25,64 %17,32 %17,49 %18,46 %12,17 %8,02 %0,90 % CDUFWSPDFDPGrüneAfDFLZGewinne und Verlusteim Vergleich zu 2019 %p 10 8 6 4 2 0 −2 −4 −6 −8−10+2,04 %p+0,22 %p−1,71 %p−0,64 %p−8,83 %p+8,02 %p+0,90 %pCDUFWSPDFDPGrüneAfDFLZ |
| FLZ                               | Freie Liste Zollernalb                      | 0,90    | 0          | –      | –          | Kommunalwahl 2024 %3020100 25,64 %17,32 %17,49 %18,46 %12,17 %8,02 %0,90 % CDUFWSPDFDPGrüneAfDFLZGewinne und Verlusteim Vergleich zu 2019 %p 10 8 6 4 2 0 −2 −4 −6 −8−10+2,04 %p+0,22 %p−1,71 %p−0,64 %p−8,83 %p+8,02 %p+0,90 %pCDUFWSPDFDPGrüneAfDFLZ |
| gesamt                            | gesamt                                      | 100,0   | 32         | 100,0  | 32         | Kommunalwahl 2024 %3020100 25,64 %17,32 %17,49 %18,46 %12,17 %8,02 %0,90 % CDUFWSPDFDPGrüneAfDFLZGewinne und Verlusteim Vergleich zu 2019 %p 10 8 6 4 2 0 −2 −4 −6 −8−10+2,04 %p+0,22 %p−1,71 %p−0,64 %p−8,83 %p+8,02 %p+0,90 %pCDUFWSPDFDPGrüneAfDFLZ |
| Wahlbeteiligung                   | Wahlbeteiligung                             | 56,61 % | 56,61 %    | 54,5 % | 54,5 %     | Kommunalwahl 2024 %3020100 25,64 %17,32 %17,49 %18,46 %12,17 %8,02 %0,90 % CDUFWSPDFDPGrüneAfDFLZGewinne und Verlusteim Vergleich zu 2019 %p 10 8 6 4 2 0 −2 −4 −6 −8−10+2,04 %p+0,22 %p−1,71 %p−0,64 %p−8,83 %p+8,02 %p+0,90 %pCDUFWSPDFDPGrüneAfDFLZ |

### Bürgermeister

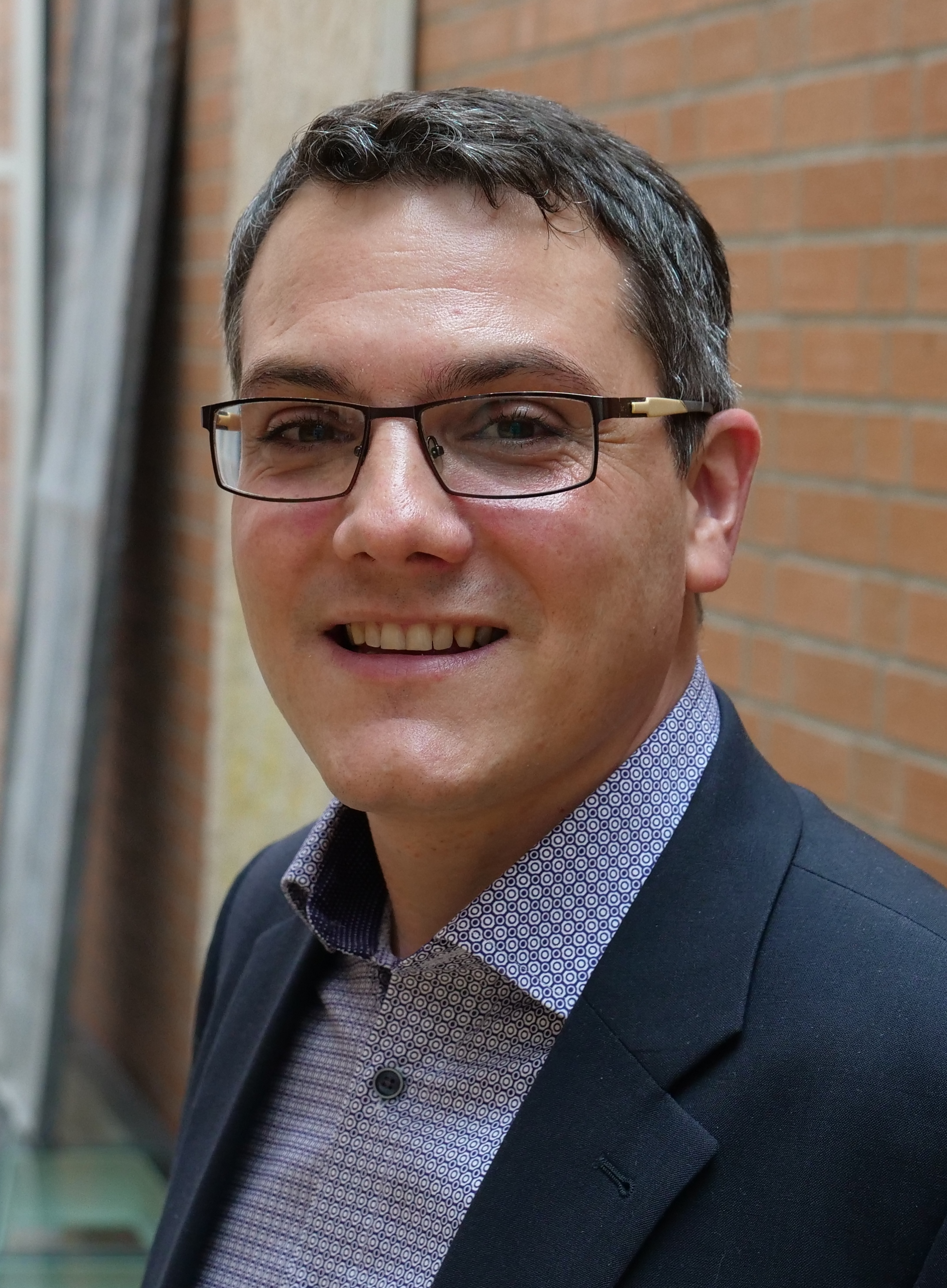
Dirk Abel, Oberbürgermeister

An der Spitze der Stadt Balingen stand seit dem 14. Jahrhundert ein herrschaftlicher Schultheiß. Daneben gab es den herrschaftlichen Vogt als Leiter des Amtes Balingen. Im 16. Jahrhundert übernahm ein Untervogt als Vertreter des Vogtes die Leitung der städtischen Verwaltung. Dieser trug später die Amtsbezeichnung Oberamtmann. Daneben gab es seit 1441 auch einen Bürgermeister, seit dem 17. Jahrhundert zwei Bürgermeister. Sie gehörten zum Rat, der erstmals 1382 genannt wurde. Im 17. Jahrhundert war ein Stadtschultheiß Vorsitzender des Rates. Die Hauptaufgabe des Rates bestand in der Aufsicht über die Flur.
Seit 1935 wurde aus dem Stadtschultheiß der Bürgermeister, der seit der Erhebung zur Großen Kreisstadt 1974 die Amtsbezeichnung Oberbürgermeister trägt. Heute wird der Oberbürgermeister für eine Amtszeit von 8 Jahren gewählt. Er ist Vorsitzender des Gemeinderats und Leiter der Stadtverwaltung. Sein allgemeiner Stellvertreter ist der 1. Beigeordnete mit der Amtsbezeichnung „Bürgermeister“.
Seit Mai 2023 ist Dirk Abel (CDU) Oberbürgermeister von Balingen.

### Wappen und Flagge
| Wappen von Balingen | Blasonierung: „Unter goldenem Schildhaupt, darin eine schwarze Hirschstange, von Silber und Schwarz geviert.“ |
| Wappen von Balingen | Wappenbegründung: Der gevierte Schild ist das alte Stadtsymbol, als Balingen noch zur Herrschaft der Zollern gehörte. Nachdem die Stadt württembergisch wurde fügte man deren Symbol, die Hirschstange in das Wappen ein. Die heutige Form des Wappens setzte sich ab 1535 allmählich durch. Die Balinger Stadtfarben sind Schwarz-Weiß-Gelb. Die Flagge wurde 1922 angenommen. Auch die im Rahmen der Gemeindereform vergrößerte Stadt übernahm ihre alten Hoheitssymbole. Sie wurden am 18. Juni 1975 vom Innenministerium Baden-Württemberg neu verliehen. |

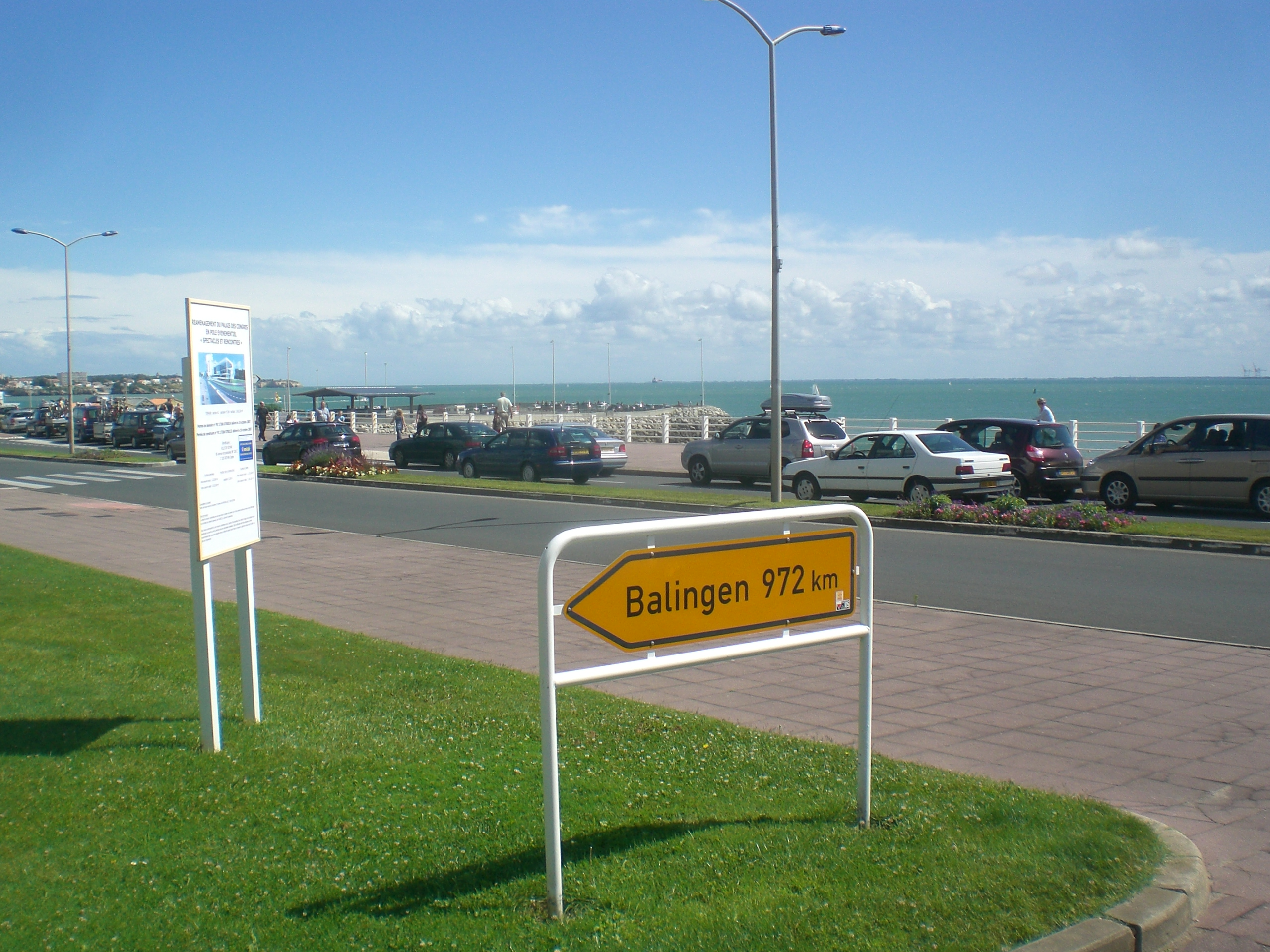
Wegweiser in Royan: „972 km bis Balingen“
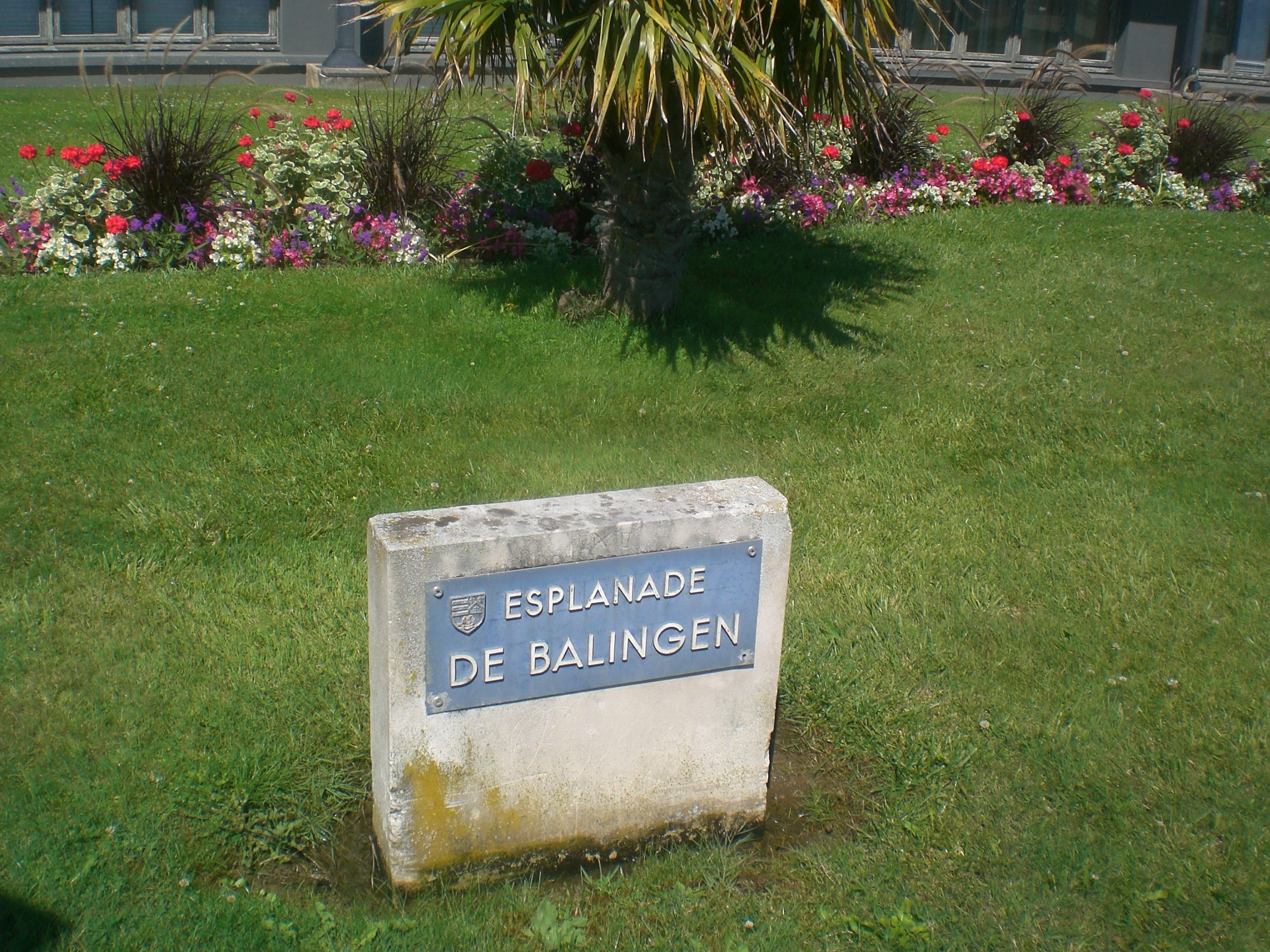
Royan: Promenade Esplanade de Balingen

### Städtepartnerschaft
Seit 1980 unterhält Balingen eine Städtepartnerschaft mit der französischen Stadt Royan im Département Charente-Maritime.

## Kultur und Sehenswürdigkeiten
Balingen liegt an der Hohenzollernstraße.

### Theater
In der Stadthalle Balingen finden regelmäßig Theatergastspiele, Opern-, Operetten- und Musical-Aufführungen sowie Konzerte und andere kulturelle Veranstaltungen statt.

### Museen
In Balingen befinden sich das städtische Museum Zehntscheuer Balingen, das Waagenmuseum, im Ortsteil Endingen ein Ortsmuseum und im Ortsteil Ostdorf ein Bauernmuseum. Das Haus der Volkskunst im Ortsteil Dürrwangen enthält ein Trachtenmuseum, ein Möbelmuseum und ein Hirtenhornmuseum.

### Bauwerke
Das Wahrzeichen der Stadt ist das Zollernschloss. Daran grenzt das ehemalige Gerberviertel an, das auch „Klein-Venedig“ genannt wird.
Die spätgotische evangelische Stadtkirche beherbergt unter anderem das Grabmal Friedrichs von Zollern. Sie wurde im 15./16. Jahrhundert aus einer alten Kapelle St. Nikolaus erbaut. Im Chorraum befindet sich die Archivlade der Heiligenpflege, ein mit schweren Eisenbeschlägen versehener Wandschrank, datiert auf das Jahr 1598. Er diente zur sicheren Aufbewahrung von Urkunden, Lagerbüchern und Jahresrechnungen der Heiligenpflege. Noch älter ist jedoch die Friedhofkirche. Diese wurde bereits 1255 erwähnt und war Unserer Lieben Frau geweiht. Weitere Kirchen in der Kernstadt sind die katholische Heilig-Geist-Kirche von 1899 und das evangelische Gemeindezentrum Schmiden von 1968.

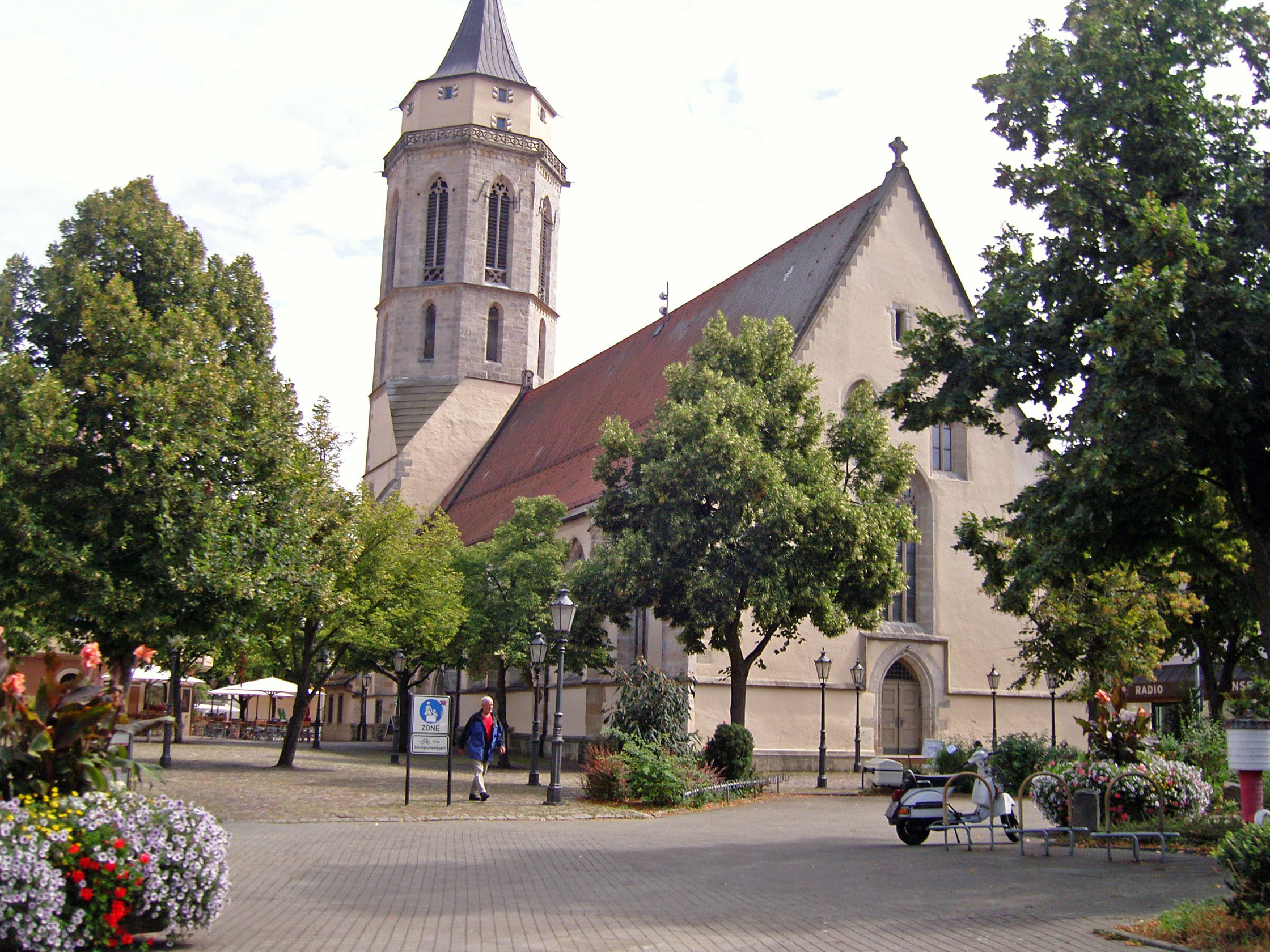
Stadtkirche
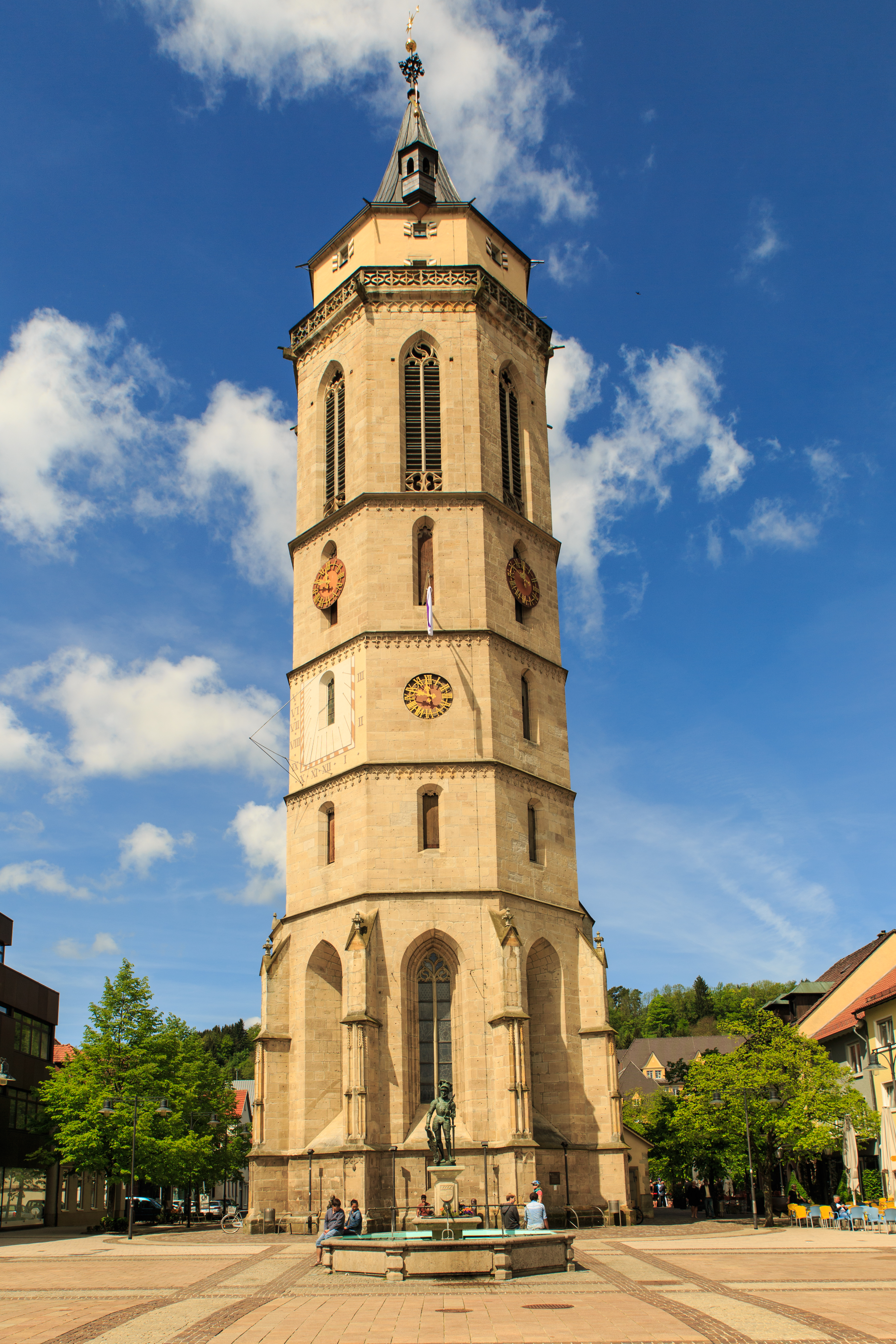
Turm der Stadtkirche
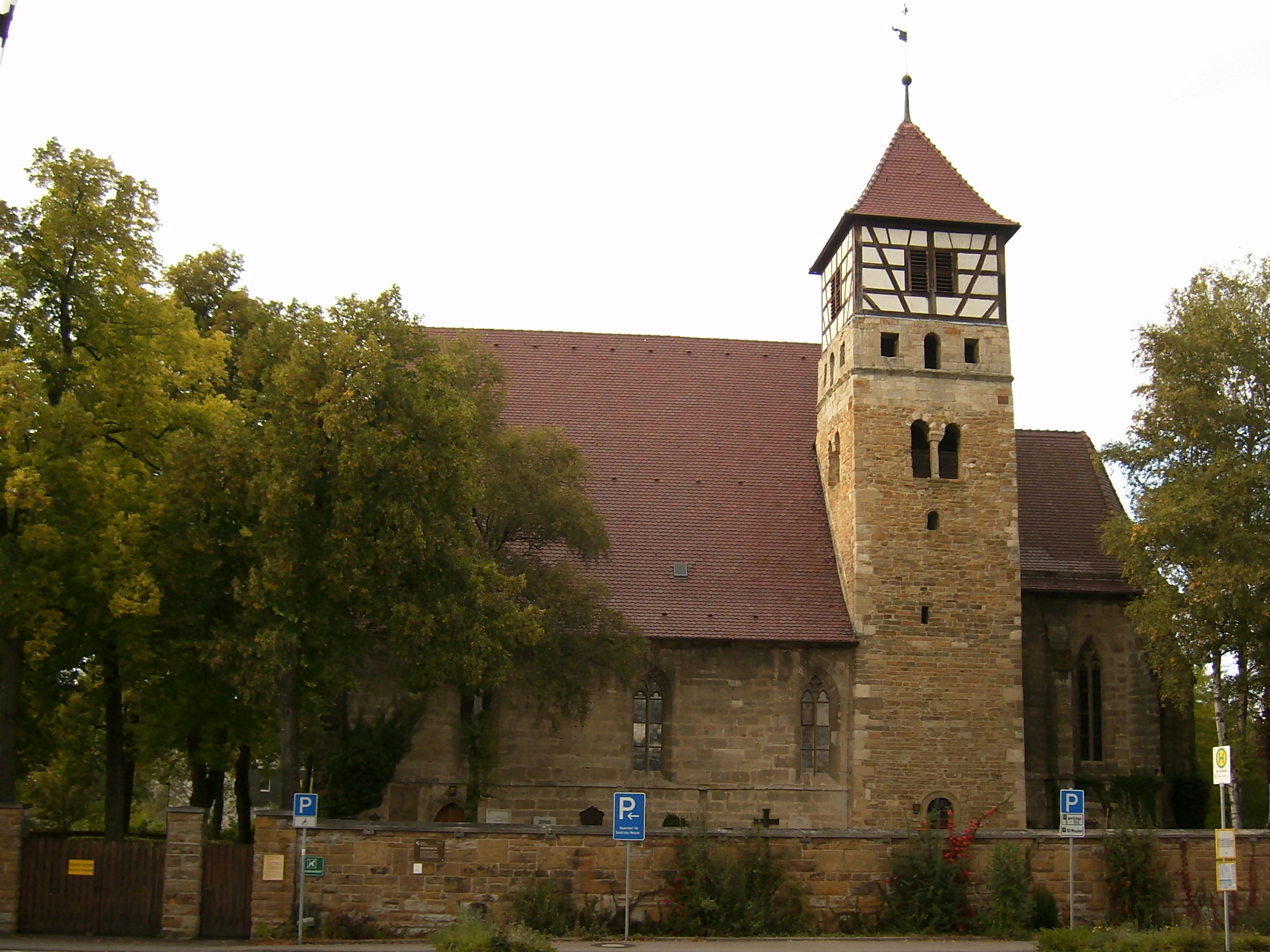
Friedhofkirche
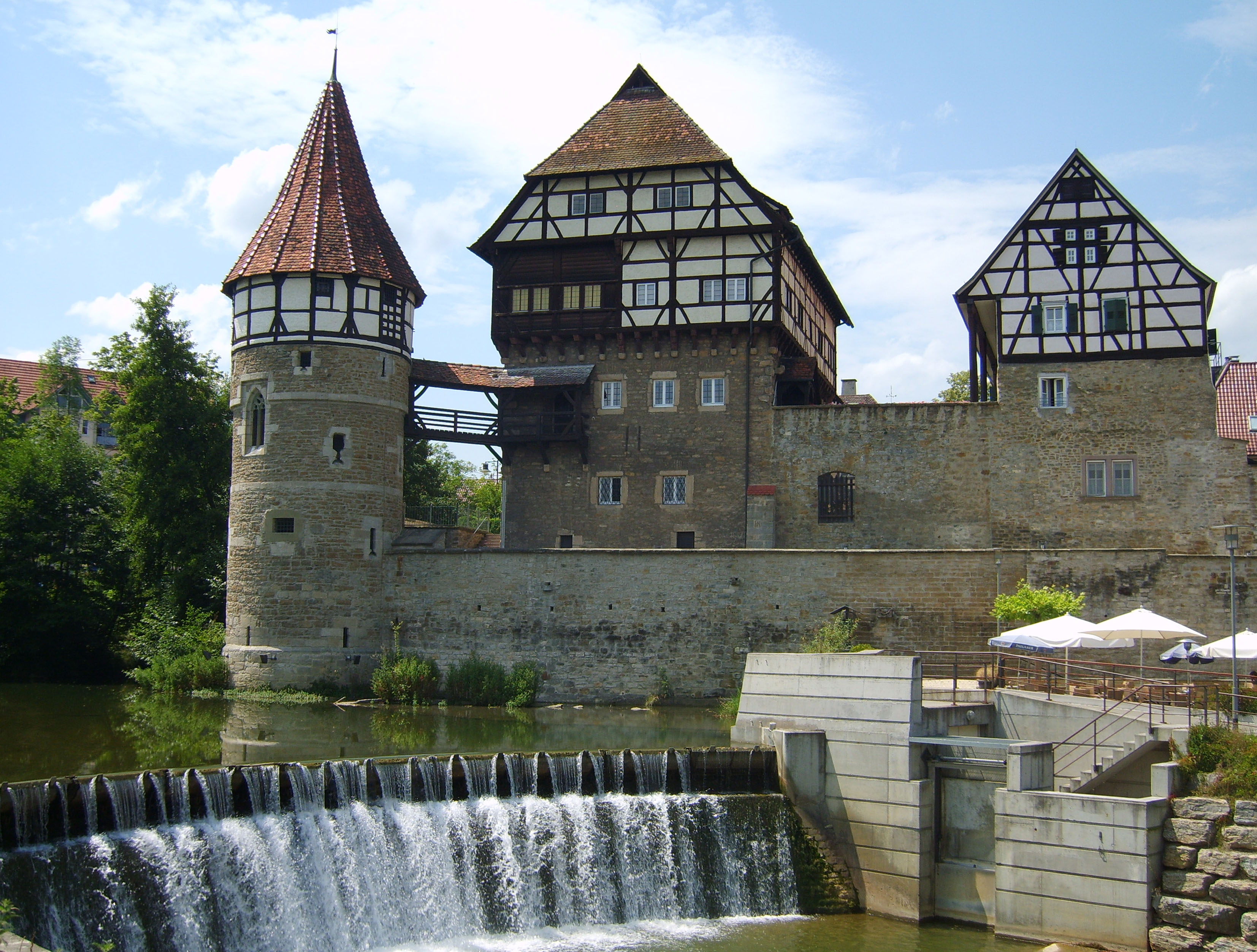
Zollernschloss
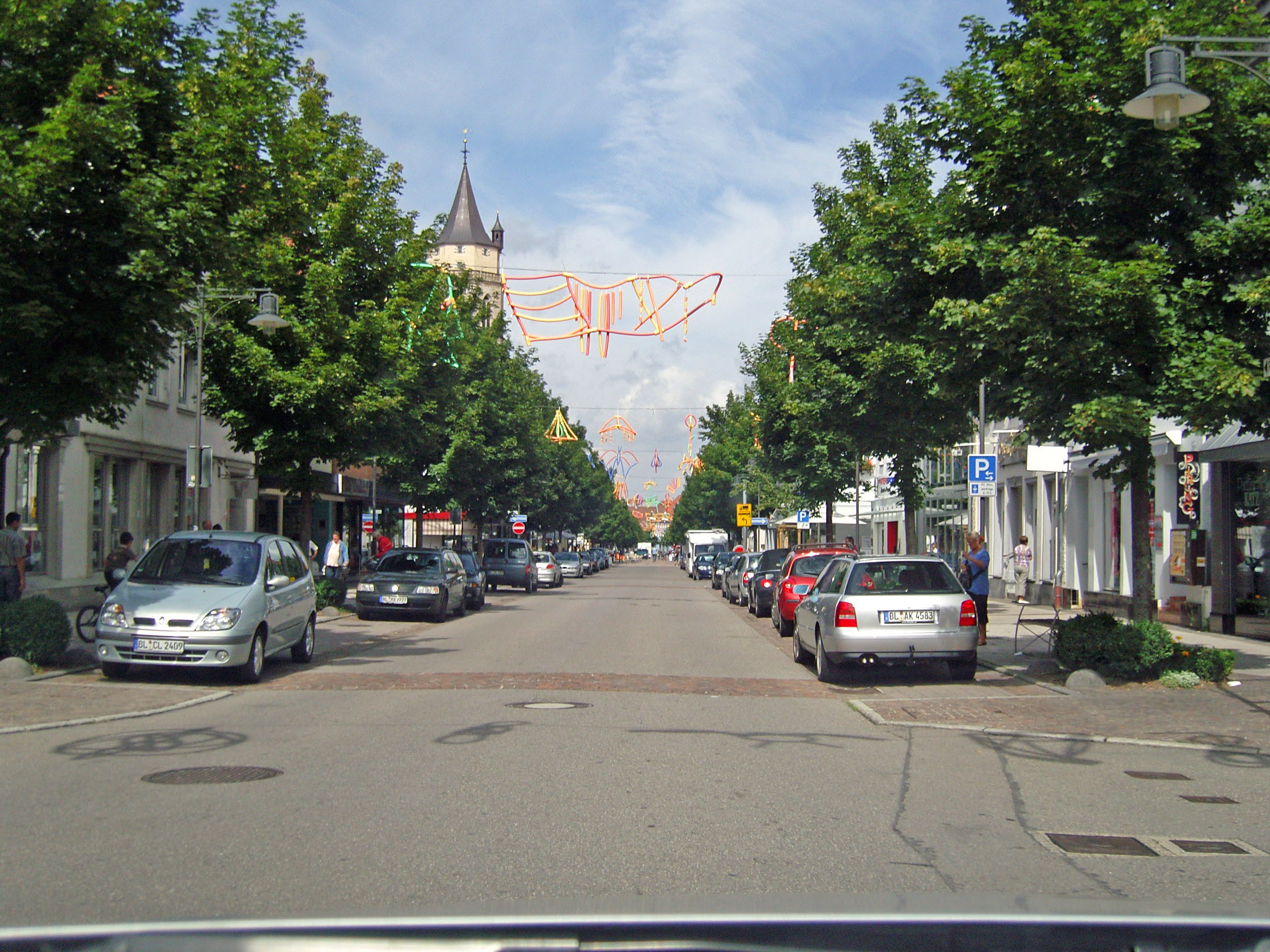
Friedrichstraße
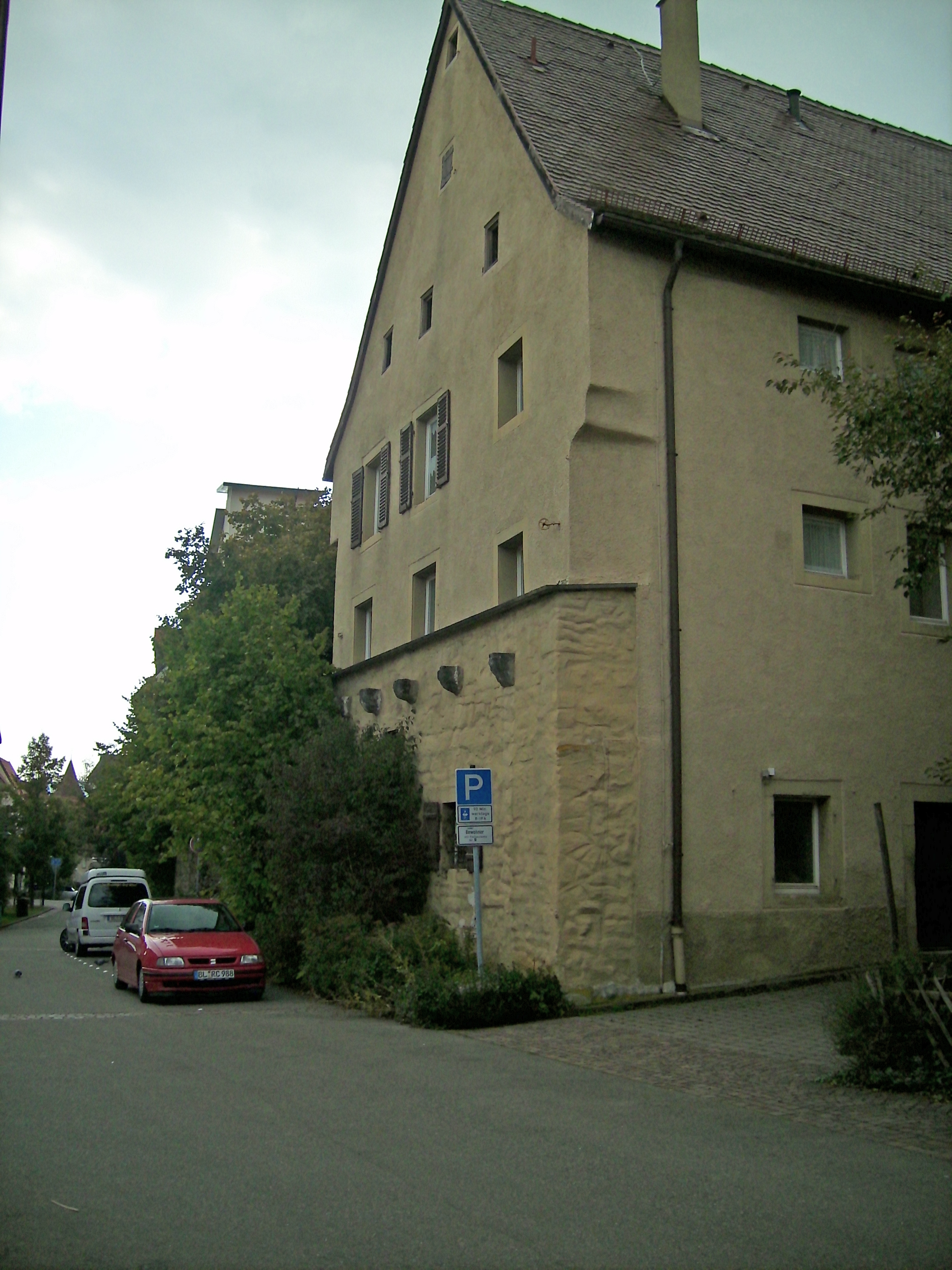
Teil der alten Stadtmauer (ehemaliges Kameralamt)
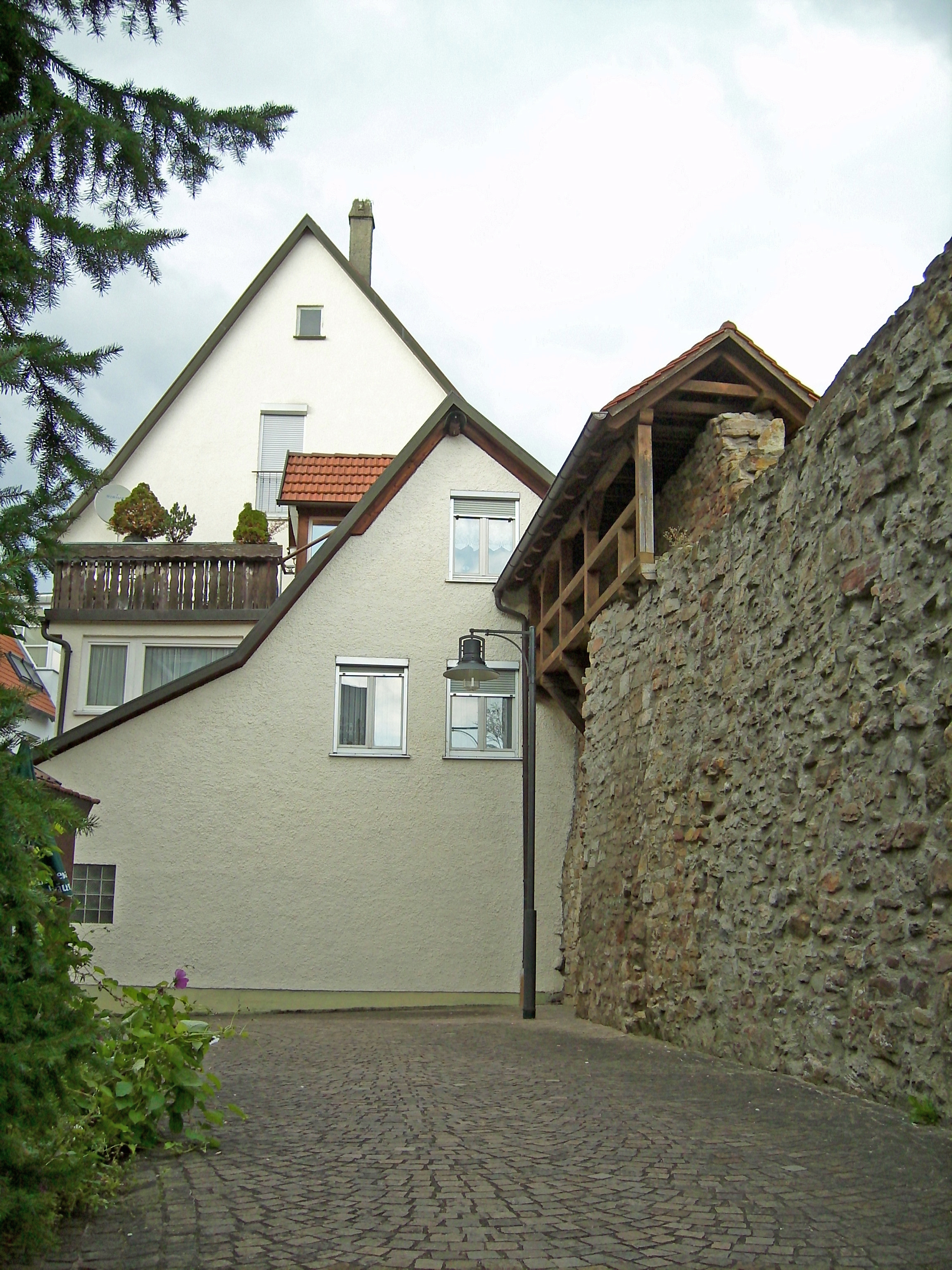
Teil der Stadtmauer im Zwinger
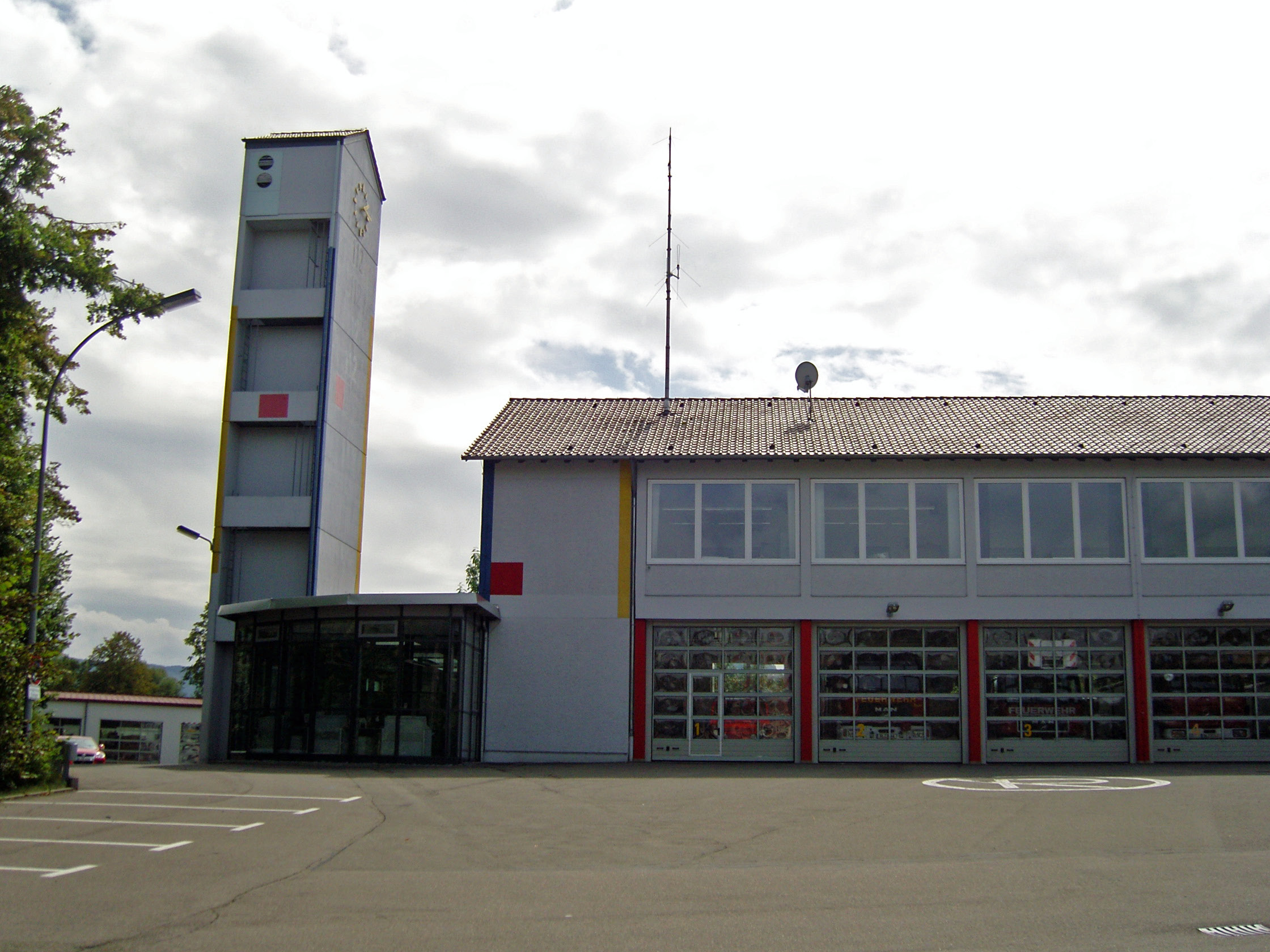
Freiwillige Feuerwehr Balingen
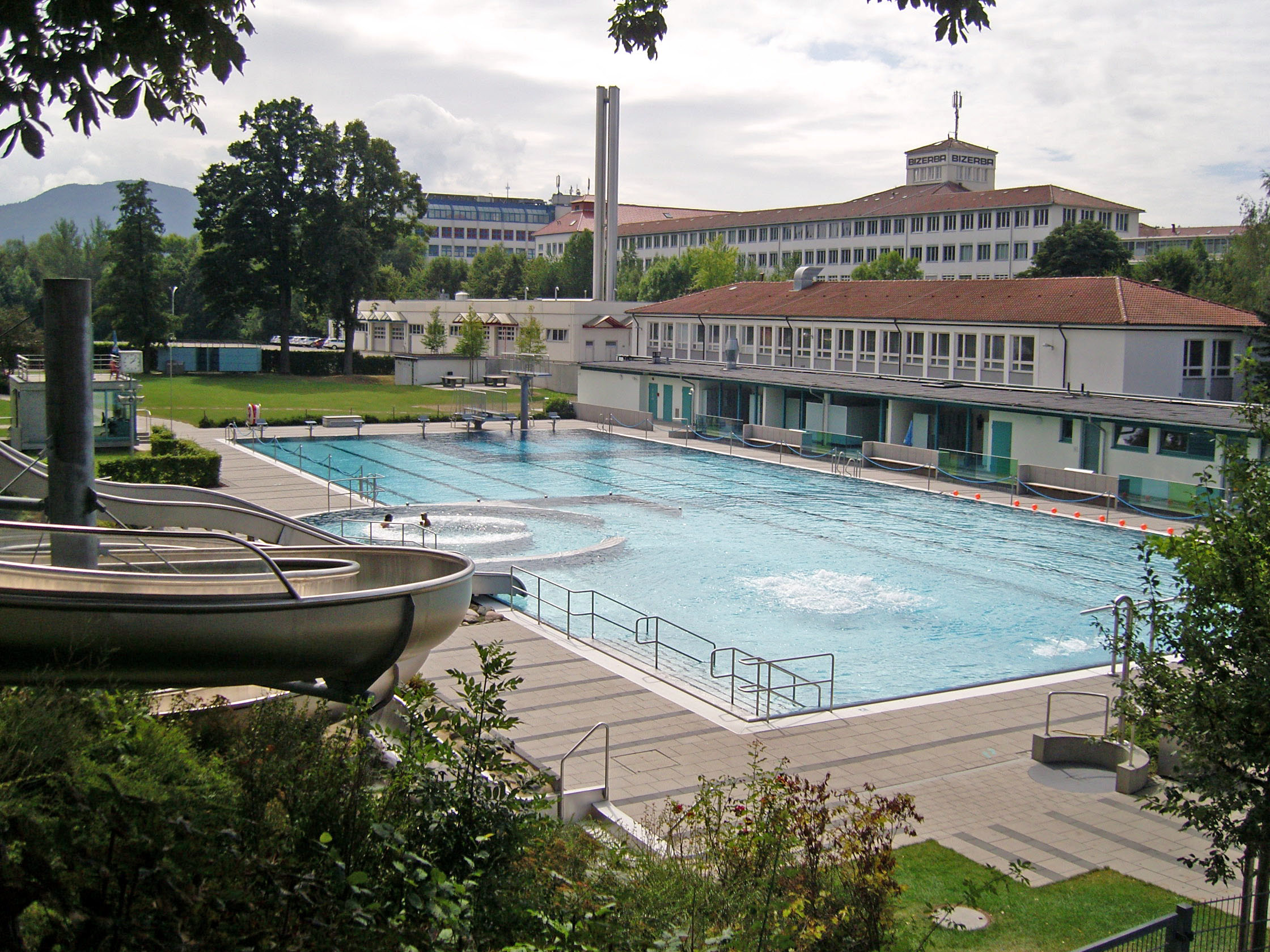
Freibad Balingen
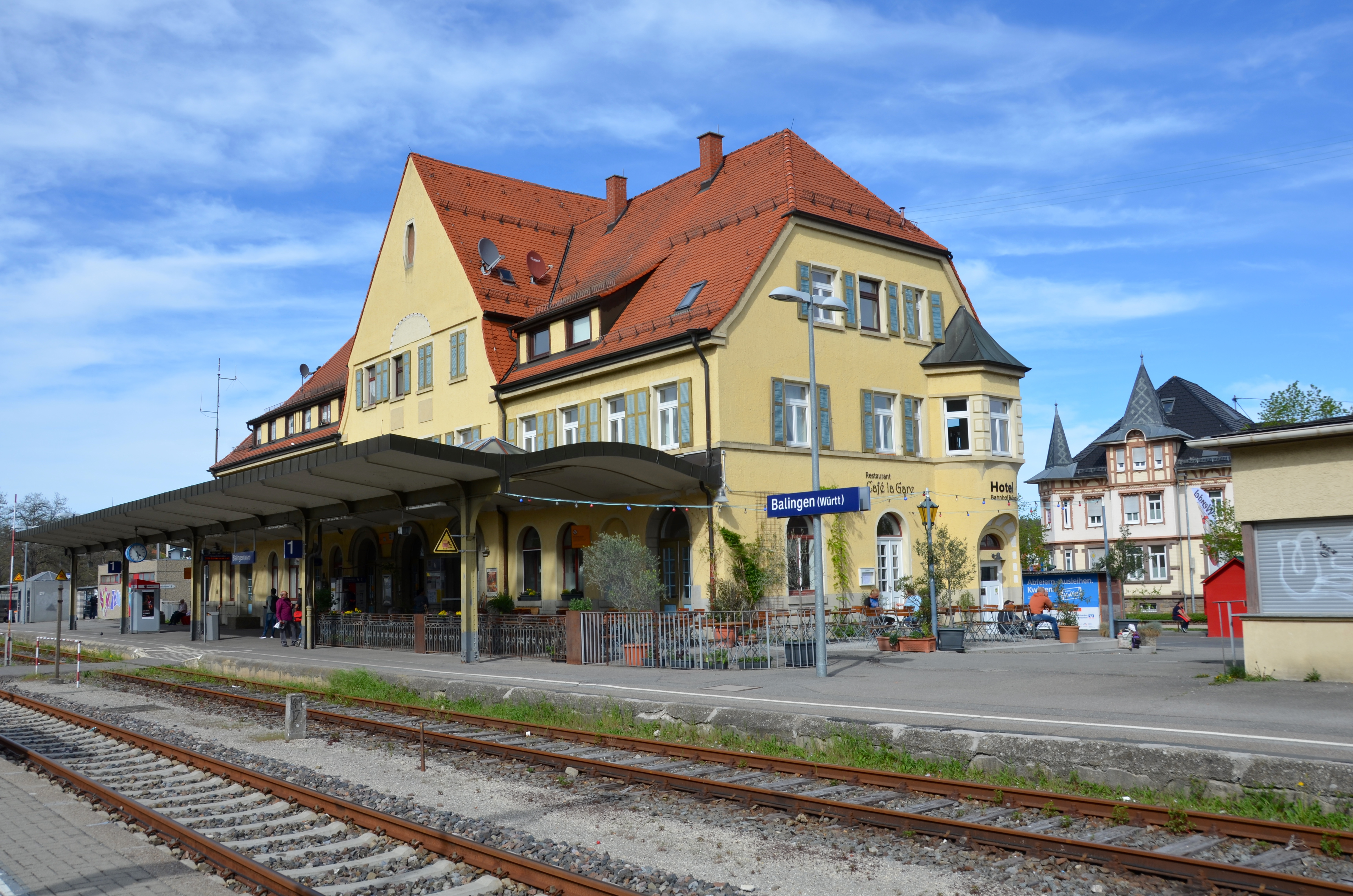
Kulturdenkmal Bahnhof Balingen

### Naturdenkmäler
Im Zillhauser Wasserfall stürzt der Büttenbach insgesamt 26 Meter tief in eine Schlucht, davon 17 Meter in freiem Fall. Der Wasserfall ist von einem Parkplatz unterhalb von Zillhausen über eine Treppenanlage zugänglich. Ein kleinerer Wasserfall liegt zwei Kilometer südlich im Wannental oberhalb von Stockenhausen.

### Sport
Balingen mit seinen Ortsteilen hat über 70 Sportvereine. Größter Sportverein der Stadt ist die TSG Balingen mit einem breit angelegten Sportangebot. Erfolgreichster Sportverein ist die HBW Balingen-Weilstetten, die von 2006 bis 2017 und von 2019 bis 2022 in der 1. Handball-Bundesliga spielte. Nach einem Jahr in der 2. Bundesliga spielt die Mannschaft ab der Saison 2023/24 wieder in der 1. Bundesliga.
Bedeutende Sportstätten sind:
- Bizerba-Arena, etwa 8000 Zuschauerplätze, unter anderem Spiel- und Wettkampfstätte der TSG Balingen
- Mey-Generalbau-Arena (bis 2024: Sparkassen-Arena), seit 2006, über 2300 Zuschauerplätze, unter anderem Spielstätte der HBW Balingen-Weilstetten
- Kunsteisbahn

### Gartenschau 2023

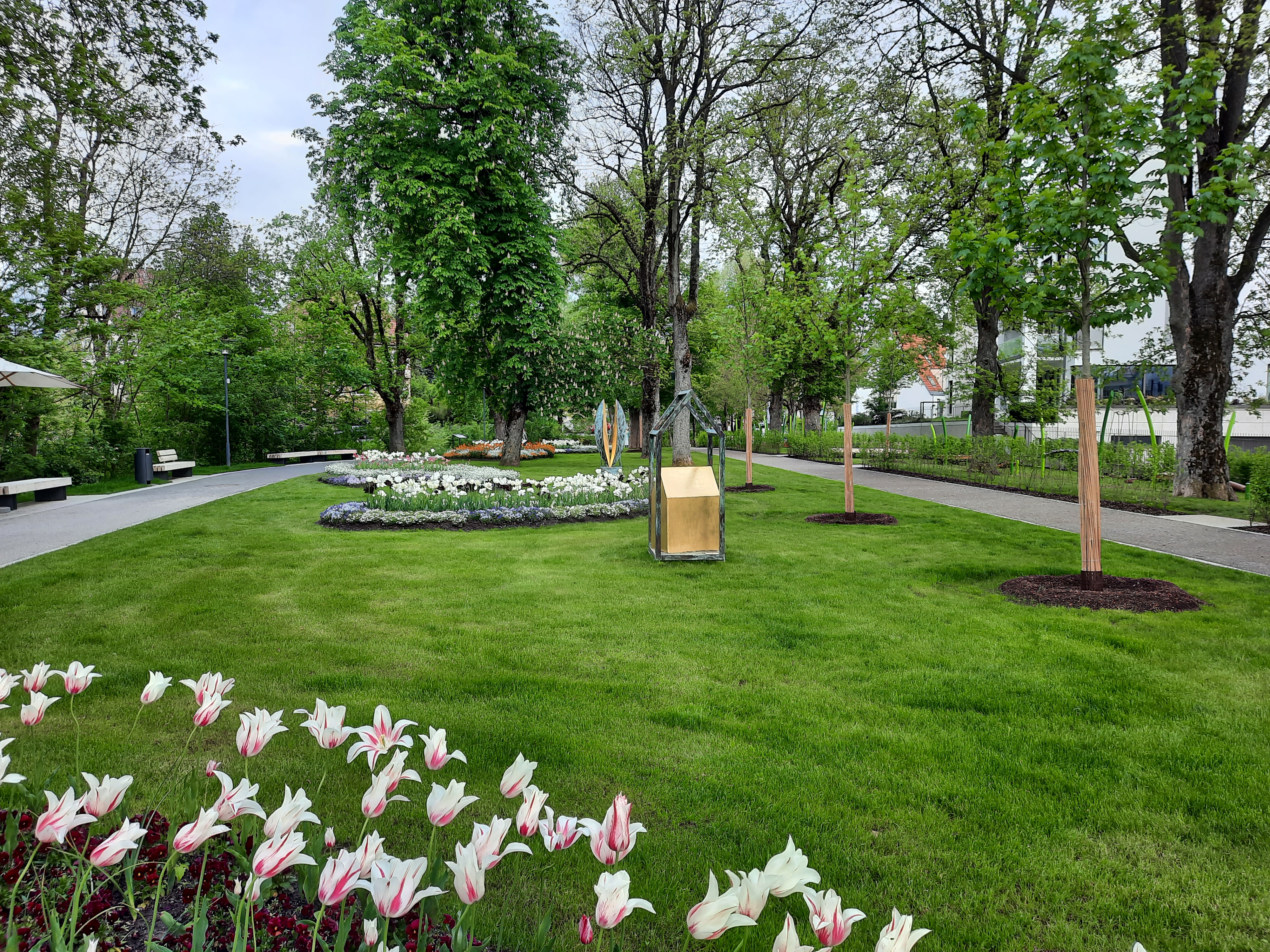
Der Balinger „Stadtgarten“, aufbereitet als Teil der Gartenschau

Vom 5. Mai bis zum 24. September 2023 fand die Gartenschau Balingen statt.

### Regelmäßige Veranstaltungen
In der Stadthalle finden in mehrjährigem Abstand regelmäßig Kunstausstellungen mit überregionaler Bedeutung statt.
Das von 1999 bis 2019 alljährlich Mitte Juli stattfindende Metal-Festival Bang Your Head auf dem Balinger Messegelände hatte internationale Bekanntheit erreicht und brachte bis zu 20.000 Besucher nach Balingen.
Seit 1995 wird von der evangelischen Kirchengemeinde Erzingen-Schömberg jährlich das Balinger Rockfestival organisiert. Dies fand bis 2009 in Erzingen statt, seit 2010 ist die eintägige Musikveranstaltung in der Volksbankmesse beheimatet. Aus ganz Deutschland und dem nahen Ausland reisen jährlich circa 1500 Fans der christlichen Rockmusik an.
Seit 1986 findet jährlich zum 1. Mai auf dem Dorfplatz im Teilort Dürrwangen und in der Stadthalle Balingen das internationale Volkstanzfestival statt.
Das Balinger Volksfest auf dem Messeplatz findet seit 1992 statt.

## Wirtschaft und Infrastruktur

### Ansässige Unternehmen
- Lager Balingen der Edeka Handelsgesellschaft Südwest mbH, größter Arbeitgeber der Region
- Bizerba, Hersteller von Waagen, Kassen, Preisauszeichnungs- und Kennzeichnungssystemen
- Ceceba, Hersteller von Tag- und Nachtwäsche für Herren
- Kern & Sohn, Hersteller von Waagen und -zubehör
- Uhlsport, Hersteller von Sportartikeln
- Spitta-Verlag, Fachverlag für Zahnmedizin, Zahntechnik und Medizin

### Verkehr

#### Öffentlicher Verkehr

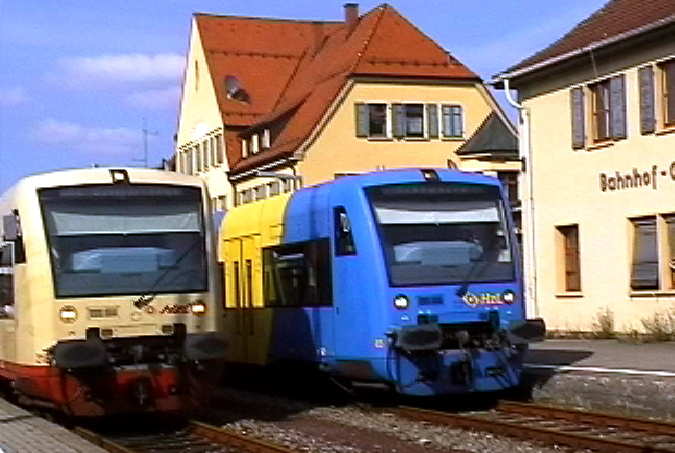
HzL-Triebwagen Richtung Aulendorf und Schömberg im Balinger Bahnhof

Durch Balingen führt die Zollernalbbahn, welche von Tübingen über Hechingen, Balingen, Albstadt und Sigmaringen bis nach Aulendorf verläuft. Zudem liegt Balingen an der Bahnstrecke Balingen-Schömberg, welche aber nur im Ausflugsverkehr und Güterverkehr bedient wird. Balingen hat insgesamt sechs Bahnhöfe: Engstlatt, Balingen (Württ), Balingen-Süd, Frommern, Endingen und Erzingen.
Der Öffentliche Nahverkehr wird durch den Verkehrsverbund Neckar-Alb-Donau (NALDO) gewährleistet. Die Stadt befindet sich in der Wabe 331. Für die Stadt selbst gilt der Stadttarif 31.

#### Bundesstraßen
Durch Balingen führt die Bundesstraße 27, die sich nördlich des Stadtteiles Engstlatt bis südlich von Balingen auf einer Länge von etwa 10 km mit der Bundesstraße 463 vereint. Die B 27 verbindet die Stadt nach Norden mit dem Großraum Stuttgart und nach Süden mit Schaffhausen in der Schweiz. Die B 463 verläuft in Richtung Nordwesten über Haigerloch zur Bundesautobahn 81 (Anschlussstelle Empfingen) und in Richtung Südosten über Albstadt bis nach Sigmaringen.

#### Radverkehr
Über Alltagsradrouten aus dem Radnetz Baden-Württemberg ist Balingen 
- Über den Stadtteil Engstlatt und über Bisingen mit Hechingen,
- über die Stadtteile Endingen und Erzingen und über Dotternhausen und Schömberg mit Rottweil und
- über den Stadtteil Frommern mit Albstadt (Stadtteile Laufen, Lautlingen und Ebingen) verbunden.

Der Schwäbische-Alb-Radweg, ein Radfernweg vom Bodensee nach Donauwörth, verbindet Balingen über Dormettingen mit Tuttlingen und in der anderen Richtung über die Stadtteile Stockenhausen und Zillhausen und über Albstadt-Pfeffingen mit Albstadt-Onstmettingen.
Balingen ist Mitglied der AGFK (Arbeitsgemeinschaft Fahrrad- und Fußverkehrsfreundlicher Kommunen) in Baden-Württemberg.

#### Fernwanderweg
Die Stadt ist Zwischenziel der Via Beuronensis, einem Abschnitt des Jakobswegs nach Spanien.

### Medien
Die wichtigsten lokalen Zeitungen sind der Zollern-Alb-Kurier und der Schwarzwälder Bote. Über Kabel ist der regionale Fernsehsender RTF.1 zu empfangen.

### Behörden, Gerichte und Einrichtungen
In Balingen ist der Sitz des Landratsamts Zollernalbkreis. Ferner gibt es ein Finanzamt, eine Agentur für Arbeit, ein Notariat und ein Amtsgericht, das zum Landgerichtsbezirk Hechingen und Oberlandesgerichtsbezirk Stuttgart gehört.
Balingen ist Sitz auch des Kirchenbezirks Balingen der Evangelischen Landeskirche in Württemberg und des Dekanats Balingen des Bistums Rottenburg-Stuttgart.

### Bildung
In der Stadt gibt es neben dem Gymnasium Balingen und der Realschule Balingen seit dem Schuljahr 2013/14 die Sichelschule Balingen Gemeinschaftsschule. Im Ortsteil Frommern gibt es seit 2016/17 den Schulverbund Frommern, bestehend aus der Grund- und Werkrealschule Frommern und der Realschule Frommern. Ferner gibt es die Lauwasenschule (Förderschule) und die Sprachheilschule. Es gibt sechs selbstständige Grundschulen (Schmiden, Engstlatt, Endingen/Erzingen, Zillhausen/Streichen, Längenfeld, Weilstetten/Roßwangen).
Weiterhin gibt es die Volkshochschule Balingen mit ihren Zentren in Balingen und Weilstetten. Für die Grund-, die Haupt- und Werkrealschulen, die Realschulen, die Gemeinschaftsschule, den Schulverbund und das Gymnasium ist die Stadt Balingen Schulträgerin.
Der Zollernalbkreis ist Träger der Philipp-Matthäus-Hahn-Schule (Gewerbliches Schulzentrum) sowie der Sprachheilschule Balingen und der Krankenpflegeschule der Kreisklinik Balingen.
Die Abendrealschule Balingen, die Freie Waldorfschule Balingen in Frommern und die Plettenbergschule Ausbildungszentrum für Physiotherapie Zollernalbkreis in Engstlatt runden das schulische Angebot ab.